# Ruhrgebiet
Das Ruhrgebiet ist mit rund 5,1 Millionen Einwohnern und einer Fläche von 4.439 Quadratkilometern der größte Ballungsraum Deutschlands und der fünftgrößte der Europäischen Union. Namensgebend für diese dicht besiedelte, zentrale nordrhein-westfälische Region ist der am südlichen Rand verlaufende Fluss Ruhr. Mit seinem ebenfalls dicht besiedelten Umland und den Ballungsräumen an der Rheinschiene, die weit in die Kölner Bucht reichen, bildet es die Metropolregion Rhein-Ruhr, in der auf einem Gebiet von über 7.100 Quadratkilometern etwa zehn Millionen Menschen leben. Sie ist der zentrale Teil der europäischen Megaregion „Blaue Banane“. Pläne zur Bildung einer Metropole Ruhr werden oft unter dem Begriff Ruhrstadt zusammengefasst. Das Ruhrgebiet war im Jahr 2010 unter der Kurzbezeichnung RUHR.2010 (neben Pécs/Ungarn und Istanbul) Kulturhauptstadt Europas.
Die Städte und Kreise des Ruhrgebiets gehören den Landesteilen Rheinland und Westfalen-Lippe an. Das Ruhrgebiet wird im Wesentlichen von mehreren zusammengewachsenen Großstädten gebildet. Von den Ansiedlungen am mittleren Niederrhein geht die Städtelandschaft nach Osten nahtlos in den Rhein-Ruhr-Raum und nach Süden in die Rheinschiene über. Die Oberzentren und Kernstädte des Ruhrgebiets Duisburg, Essen, Bochum und Dortmund entstanden bereits im Mittelalter entlang des westfälischen Hellwegs und erreichten ihre heutige Struktur mit der Industrialisierung und dem Bergbau im 19. und 20. Jahrhundert. Das fünfte Oberzentrum Hagen entstand erst im 18. Jahrhundert.

## Geografie

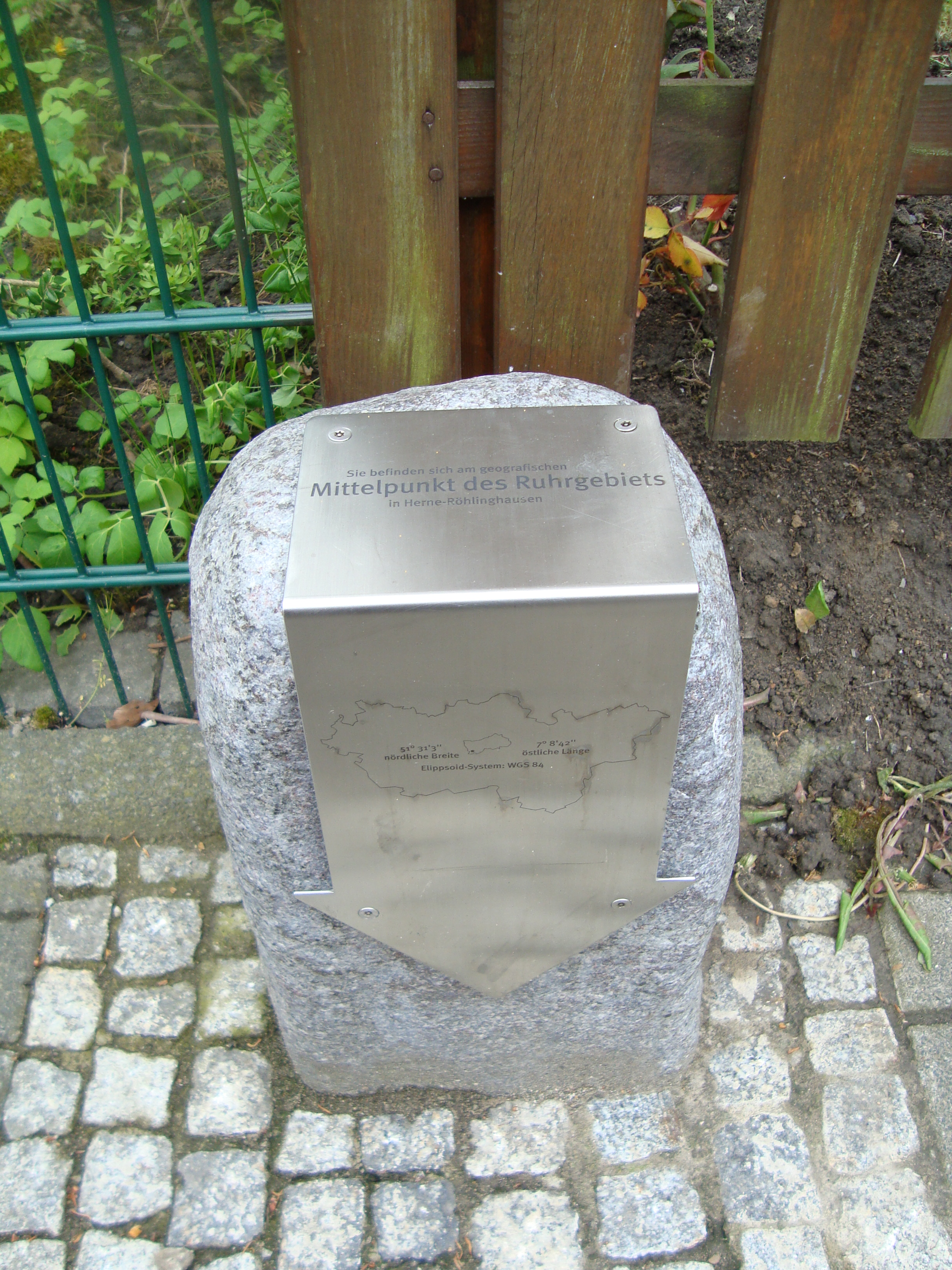
Mittelpunkt der „Metropole Ruhr“ in Höhe der Rolandstraße 49 in Röhlinghausen

Der Regionalverband Ruhr hat im Jahre 2012 die räumliche Ausdehnung und die Grenzen des Ruhrgebiets bestimmt. In diesem Zusammenhang wurde der Mittelpunkt des Ruhrgebiets rechnerisch zwischen den westlichsten und östlichsten sowie den nördlichsten und südlichsten Punkten ermittelt. Der Schnittpunkt und somit der Mittelpunkt der „Metropole Ruhr“ liegt im Herner Stadtteil Röhlinghausen an der Rolandstr. 49 in 51° 31′ 3″ N, 7° 8′ 42″ O. An dieser Stelle wurde am Rand des Gehwegs ein Granitstein mit der Aufschrift „Sie befinden sich am geografischen Mittelpunkt des Ruhrgebiets in Herne-Röhlinghausen“ aufgestellt.

### Naturraum
Das Ruhrgebiet hat an mehreren naturräumlichen Einheiten einen Anteil. Die Städtelandschaft liegt im Schnittpunkt der Westfälischen Tieflandebene, der Niederrheinischen Ebene und des Rheinischen Schiefergebirges. Nördlich der Lippe schließen die naturräumlichen Einheiten des Westmünsterlands und des Kernmünsterlands an. Südlich der Ruhr reicht es ins Bergische und Märkische Hügelland. Nördlich der Ruhr schließen sich die Lößebenen des Naturraums Westenhellweg an. Zwischen der Lippe und dem Westenhellweg liegt das Emscherland. Die Emscher trennt die Westfälische Bucht vom Rheinischen Schiefergebirge. Eckpunkte sind im Nordwesten Wesel (Kreis Wesel), im Südwesten Duisburg, im Südosten Hagen und im Nordosten Hamm. Die West-Ost-Ausdehnung von Sonsbeck bis Hamm beträgt 116 Kilometer, die Nord-Süd-Ausdehnung von Haltern am See bis Breckerfeld 67 Kilometer.
Den Angaben des Regionalverbandes Ruhr (RVR) zufolge sind 37,6 Prozent der Fläche des Ruhrgebiets bebaut. 40,7 Prozent der Fläche werden landwirtschaftlich genutzt. Der Waldanteil beträgt 17,6 Prozent. Die übrigen Anteile entfallen auf Wasserflächen und sonstige Flächen. Der für eine Industrieregion relativ hohe Anteil an Wald- und Landwirtschaftsflächen erklärt sich zunächst durch die ebenfalls zum RVR gehörigen vier überwiegend ländlich geprägten Kreise. Außerdem besitzen auch die kreisfreien Städte des Ruhrgebiets in ihren Außenbezirken ländlichen Charakter. Dazu gehört die Siepentallandschaft, die schon die zu Beginn des 20. Jahrhunderts geschlossenen Eingemeindungsverträge als schützenswerte „Talmulden“ eingestuft hatten. Auch der Siedlungsverband Ruhrkohlenbezirk hatte das Ziel, das Zusammenwachsen der einzelnen Städte und eine Zersiedelung zu verhindern. Dazu kaufte er ab 1923 Grundstücke auf, hielt sie von Bebauungen jeder Art frei und legte sie als Regionale Grünzüge planerisch fest. Ihr Nord-Süd-Verlauf ist bis heute zwischen den Städten im Ballungsraum des Ruhrgebietes trotz grundsätzlicher Zielkonflikte erhalten geblieben.
Die Entwicklung des Ruhrgebiets vom ursprünglichen Naturraum zum Standort der Montanindustrie und die rasante Besiedlung während der Industrialisierung ist ein häufig gewählter Forschungsgegenstand der Anthropogeografie. So wird aktuell beispielsweise die Siedlungsgeschichte des Ruhrgebiets in Bezug auf das klassische System der zentralen Orte untersucht.
Im Zuge der Rekultivierung von Industriebrachen entstehen neue Parklandschaften und Naherholungsgebiete wie etwa der Landschaftspark Hoheward im nördlichen Ruhrgebiet. Entlang der seit 2022 komplett renaturierten Emscher bildet der Emscher Landschaftspark, der die durch den SVR in Nord-Süd-Richtung angelegten regionalen Grünzüge verbindet, einen in Ost-West-Richtung verlaufenden Grüngürtel zwischen den Städten. Die zahlreichen Garten- und Parkanlagen der Region sind in das European Garden Heritage Network eingebunden.

### Verstädterung

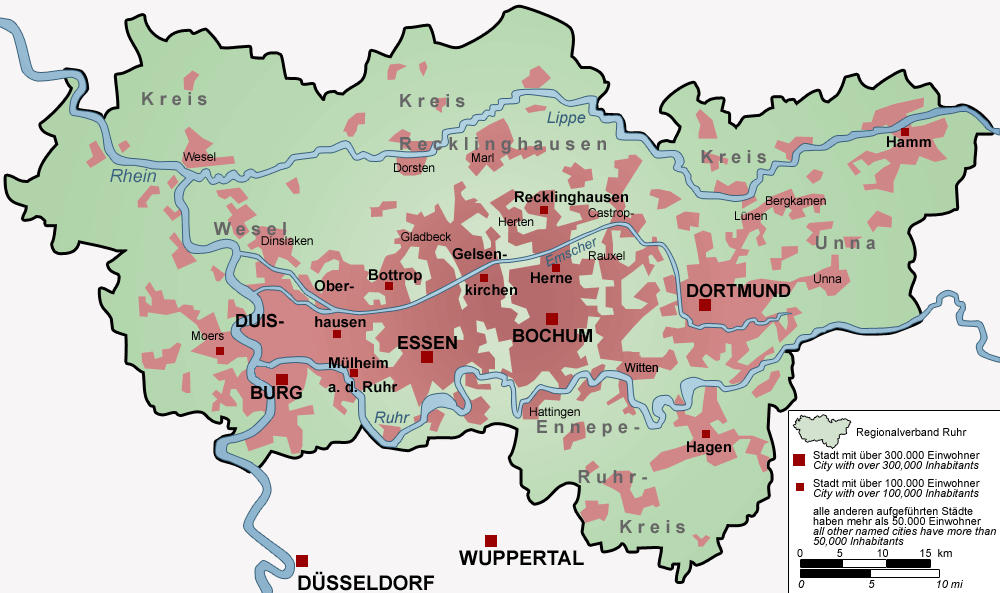
Karte der Siedlungsstruktur des Ruhrgebiets

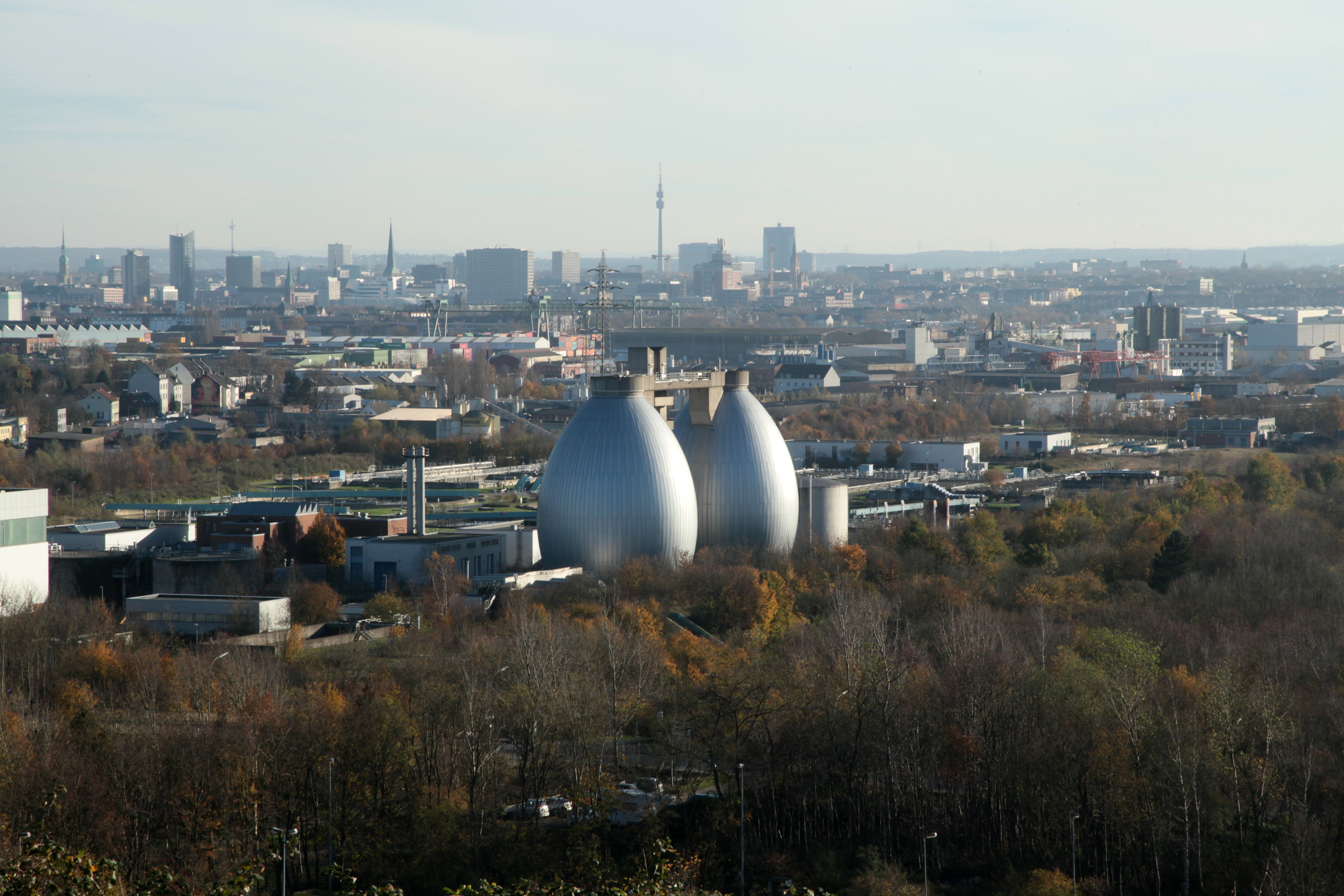
Skyline von Dortmund

Auf einer Karte betrachtet könnte man das Ruhrgebiet für eine einzige Großstadt halten, da es, zumindest in der West-Ost-Ausdehnung, keine erkennbaren Grenzen zwischen den einzelnen Städten gibt. So ist das Ruhrgebiet als polyzentrische Städtelandschaft zu bezeichnen. Man spricht in diesem Zusammenhang auch von der Ruhrstadt oder „Metropole Ruhr“. Der Raum ist gekennzeichnet durch seine ähnliche stadt- und wirtschaftsgeografische Entwicklung.
Das Ruhrgebiet ist aufgrund seiner Geschichte anders strukturiert als monozentrische Agglomerationen wie Paris, die durch das rasche Zusammenwachsen kleinerer Orte und Städte mit einer Kernstadt entstanden sind. Die einzelnen Städte und Stadtteile des Ruhrgebiets sind während der Industrialisierung unabhängig voneinander gewachsen.
Die Übergänge zwischen den Städten sind in den Randbereichen durch eine lockere Vorortbebauung, unbebaute Gebiete und mitunter sogar durch landwirtschaftlich genutzte Flächen geprägt. In der Kernzone des Ruhrgebiets verlaufen die Stadtgrenzen teilweise quer durch dicht bebaute Außenbezirke und sind nur schwer zu erkennen. Häufig ist der Wechsel des Stadtgebiets nicht einmal an einem Wechsel der Straßennamen zu ersehen, da die Straßen in Randlage die Stadtgrenzen mehrfach überschreiten können und, um Verwirrung zu vermeiden, durchgängig benannt und nummeriert sind.

### Städte und Kreise
| Stadt/Kreis          | Einwohner | Fläche   | Bev.-Dichte Einw. je km² |
| -------------------- | --------- | -------- | ------------------------ |
| Bochum               | 358.676   | 145,66   | 2.462                    |
| Bottrop              | 118.535   | 100,62   | 1.178                    |
| Dortmund             | 603.462   | 280,71   | 2.150                    |
| Duisburg             | 502.270   | 232,80   | 2.158                    |
| Essen                | 574.682   | 210,34   | 2.732                    |
| Gelsenkirchen        | 267.930   | 104,94   | 2.553                    |
| Hagen                | 190.384   | 160,45   | 1.187                    |
| Hamm                 | 179.968   | 226,43   | 795                      |
| Herne                | 155.851   | 51,42    | 3.031                    |
| Mülheim an der Ruhr  | 173.050   | 91,28    | 1.896                    |
| Oberhausen           | 213.646   | 77,09    | 2.771                    |
|                      |           |          |                          |
| Ennepe-Ruhr-Kreis    | 314.167   | 409,64   | 767                      |
| Kreis Recklinghausen | 621.305   | 761,32   | 816                      |
| Kreis Unna           | 393.784   | 543,21   | 725                      |
| Kreis Wesel          | 457.918   | 1.042,81 | 378                      |
| Kreisfreie Städte    | 3.338.454 | 1.682    | 1.985                    |
| Kreise               | 1.787.174 | 2.757    | 648                      |
| Ruhrgebiet (Gesamt)  | 5.125.628 | 4.439    | 1.155                    |

Der Begriff Ruhrgebiet orientiert sich üblicherweise an den Grenzen des 1920 gegründeten Siedlungsverbands Ruhrkohlenbezirk, dem heutigen Regionalverband Ruhr (RVR). Zum RVR gehören die kreisfreien Städte Bochum, Bottrop, Dortmund, Duisburg, Essen, Gelsenkirchen, Hagen, Hamm, Herne, Mülheim an der Ruhr und Oberhausen sowie die Kreise Recklinghausen, Unna, Wesel und der Ennepe-Ruhr-Kreis. Die Daten im Folgenden beziehen sich auf das Verwaltungsgebiet des RVR. Ein eigener Regierungsbezirk für den Ballungsraum Ruhr besteht bislang nicht, er teilt sich auf die drei Bezirke Arnsberg, Düsseldorf und Münster auf.

## Bevölkerung
Das Ruhrgebiet ist mit einer Bevölkerung von über 5,1 Millionen Einwohnern die größte und dichtest besiedelte Agglomeration Deutschlands, sowie eine polyzentrische Metropolregion, d. h. sie besteht aus mehreren Oberzentren und ihren Umgebungen. Die Dichte ist im Kern-Ruhrgebiet, wo sich die meiste Industrie befand bzw. heute noch befindet, am höchsten und die Großstädte fließen ineinander. Es gibt 5 Großstädte, die mehr als 250.000 Einwohner haben. Im nördlichen Teil des Ruhrgebiets hingegen ist die Dichte geringer.
Ähnlich wie bei anderen Metropolregionen kann genauso von einem dicht besiedelten Kern, den Städten im Kern-Ruhrgebiet, welche zusammengefasst auch als Ruhrstadt angesehen wird, und den kleineren und dünn besiedelten Städten in dessen Umgebung gesprochen werden.

### Bevölkerungsstruktur

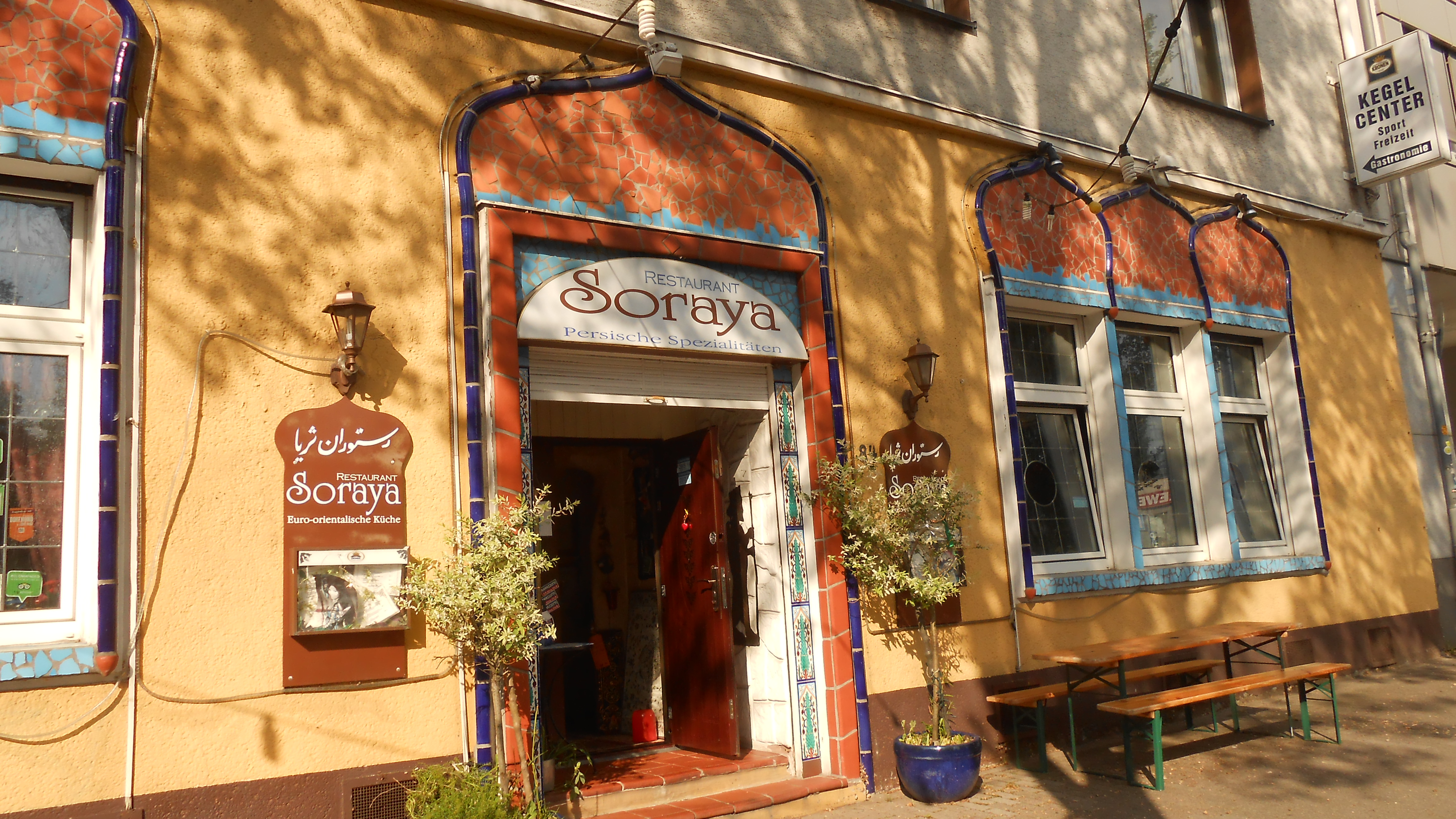
Persisches Restaurant in Dortmund

Die Bevölkerung des Ruhrgebiets ist multikulturell. Insbesondere die Kernstädte des Ruhrgebiets haben einen hohen Anteil an Bevölkerung mit Migrationshintergrund – so haben Duisburg mit 46,5 %, Dortmund mit 42,9 %, Essen mit 38,3 % (2022), Gelsenkirchen mit 34,0 % (2021) und Mülheim an der Ruhr mit 35,9 % einen hohen Migrantenanteil. 2022 hatte bereits die Hälfte der Schüler in den Kernstädten des Ruhrgebiets einen Migrationshintergrund.

### Bevölkerungsentwicklung
| Jahr        | Einwohner |
| ----------- | --------- |
| Zensus 2011 |           |
| 2018        | 5.111.530 |
| 2019        | 5.112.050 |
| 2020        | 5.102.484 |
| 2021        | 5.094.817 |
| 2022        | 5.147.820 |
| Zensus 2022 |           |
| 05/2022     | 5.093.784 |
| 2022        | 5.111.534 |
| 2023        | 5.126.153 |
| Quelle      |           |

## Geologie

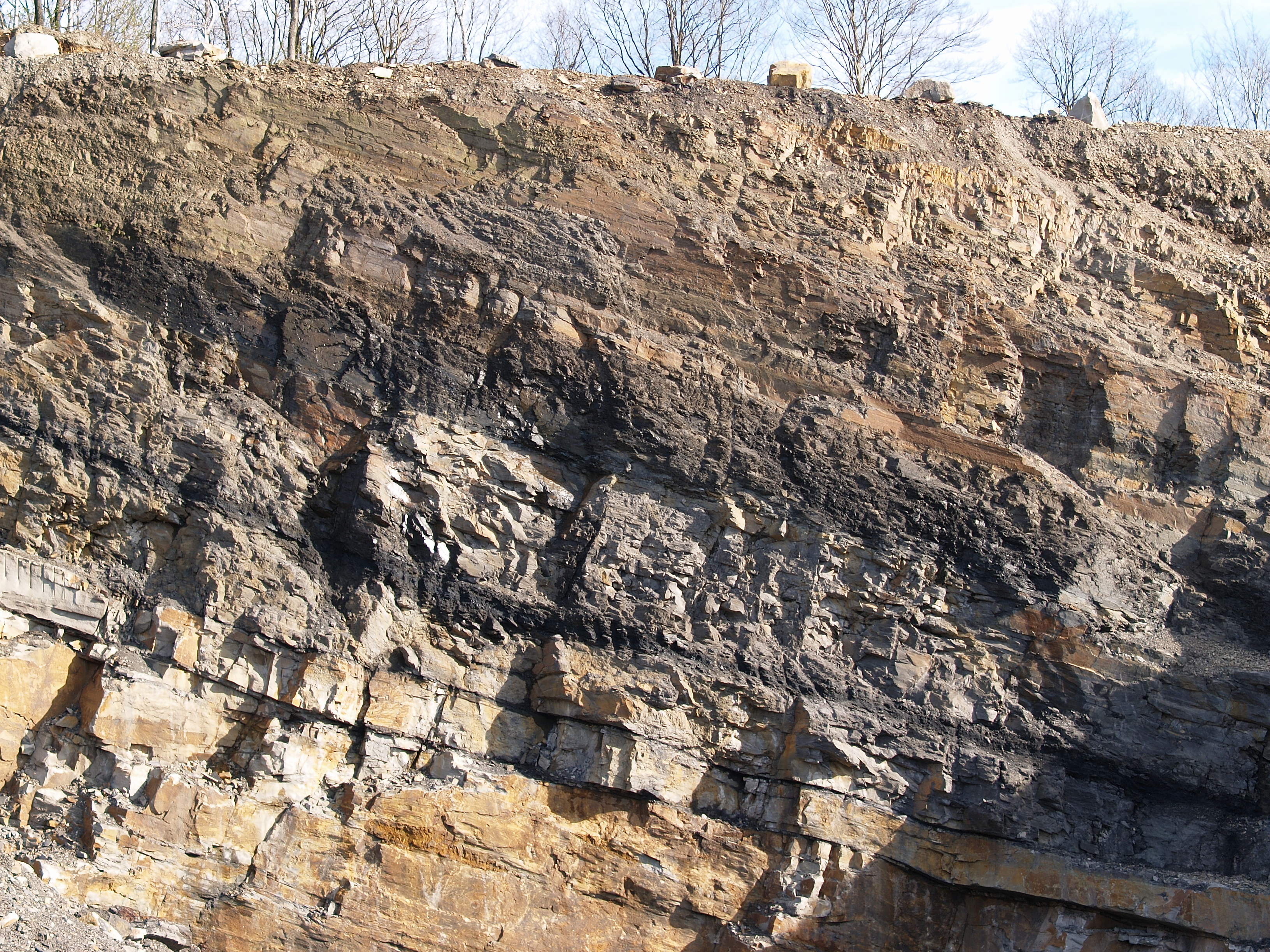
Geringmächtige Kohleflöze (Namur C, Oberkarbon) in einem Steinbruch in Wetter (Ruhr)

Geologisch wird das Ruhrgebiet regelmäßig über das Vorkommen von kohleführenden Schichten des Oberkarbon definiert, mehr oder weniger unabhängig von deren Tiefenlage. Die Kohlenflöze streifen entlang der Ruhr die Oberfläche und senken sich nach Norden ab. In Höhe der Lippe liegen sie in einer Tiefe von 600 bis 800 Meter. Die Mächtigkeit der Schichten liegt durchschnittlich bei 1–3 Meter. Die Geologie des Untergrundes war entscheidend für die Entwicklung des Kohlebergbaus im Ruhrgebiet. Sie hängt mit der Entstehung des Superkontinentes Pangaea zusammen.

### Entstehung der Steinkohlelagerstätten
Zu Beginn der variszischen Gebirgsbildung vor 400 bis 300 Millionen Jahren in den Zeitabschnitten Devon und Karbon (der Name bedeutet Kohlezeit) begann im Zuge der Gebirgsbildung an tektonischen Störungslinien der Aufstieg von Erzlösungen und es entstanden einige Erzlagerstätten.
Gleichzeitig mit dem Aufstieg des Rheinischen Schiefergebirges im Oberkarbon setzte eine Absenkung des nördlichen Vorlandes ein, in das periodisch Sedimente geschüttet wurden. Das Ablagerungsmilieu wechselte über Jahrmillionen hinweg zwischen einem Flachmeer, der Entstehung von Flussdeltas und der Verlandung durch erodierte Sedimente aus dem neuen Gebirge. Im damals feucht-warmen Klima konnten sich große Moore bilden, die häufig von mächtigen sandigen Sedimenten überschichtet wurden, was die Inkohlung des pflanzlichen Materials bewirkte. So entstanden im Untergrund hunderte von kohleführenden Schichten. Von ihnen waren und sind allerdings nur jene 70–80 Flöze abbauwürdig, die eine ausreichende Mächtigkeit erreichen. Die großräumige Absenkung bewirkte, dass heute bei Witten (Südrand des Ruhrgebietes) die Kohle bis zur Erdoberfläche heraufreicht, aber am Nordrand (zum Beispiel bei Marl) etwa 1500 Meter tief liegt.

### Steinkohlenbergbau und Entwässerung
Jahrzehntelang hat der Steinkohlenbergbau die Wirtschaft im Ruhrgebiet vorangetrieben. An vielen Stellen im Ruhrgebiet gab es Zechen, die mittlerweile alle geschlossen sind. Der Ruhrbergbau hat aber auch erhebliche Schäden verursacht, u. a. durch Bergsenkungen. An einigen Stellen liegt der Boden mittlerweile niedriger als die umliegenden Gewässer. Daher kommt das Ruhrgebiet nicht ohne eine große Zahl von Pumpwerken aus. Sollten die Pumpwerke stillgelegt werden, würde sich das Ruhrgebiet in eine Seenplatte verwandeln. Auch in einer Reportage der Deutschen Welle wurde erklärt, dass Grubenwasser und Grundwasseranstieg eine Bedrohung für das Ruhrgebiet bilden würden. Nicht nur droht dem Ruhrgebiet nach größeren Bergsenkungen Überschwemmungsgefahr durch zufließendes Grundwasser, sondern auch durch Mineralien verschmutztes Grubenwasser muss ständig gereinigt werden, damit es nicht in Grundwasserschichten eindringt, die der Trinkwasserversorgung dienen. Ständiges Pumpen, damit kein Land untergeht, kostet etwa 300 Millionen Euro im Jahr. Diese und weitere Ewigkeitslasten werden von der RAG-Stiftung bezahlt, seitdem der aktive Steinkohlenbergbau 2018 beendet wurde. Dazu wurde die RAG-Stiftung mit Beschluss des Ausstieges aus dem Steinkohlebergbau in 2007 mit Vermögen in Form von nicht im Bergbau tätigen Gesellschaften des Kohlekonzerns ausgestattet. Die RAG beabsichtigt, mit Genehmigung des Bergamts Kosten zu sparen und das Grubenwasser schrittweise ansteigen zu lassen. Betroffene Kommunen, die dagegen Klage führten, unterlagen vor Gericht.

## Geschichte

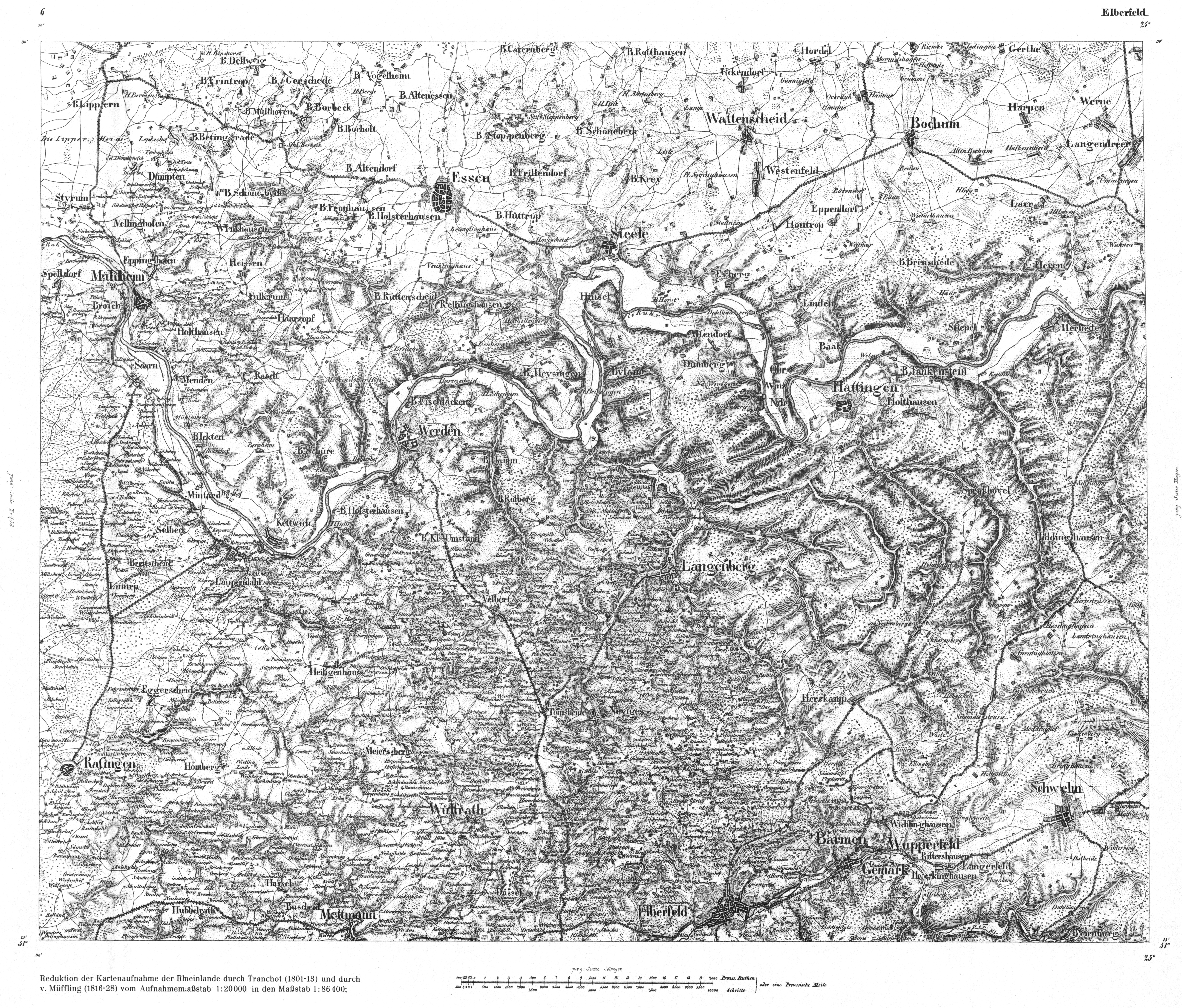
Preußische Generalstabskarte Essen, 1. Hälfte des 19. Jahrhunderts: Die Karte zeigt in der oberen Hälfte die weitgehend noch landwirtschaftlich, von wenigen Städten und ersten Industriedörfern geprägte Besiedlungsstruktur des Ruhrgebiets zu Beginn der Industrialisierung.

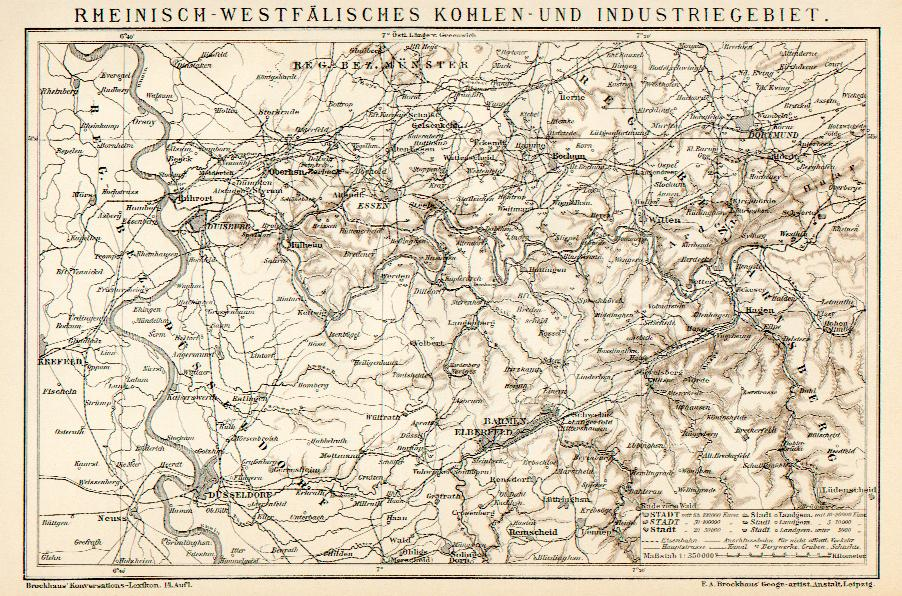
Rheinisch-Westfälisches Kohlengebiet 1896

Topographische Karte 1:100.000, aus 12 Einzelkarten des Nationalatlases von 1893 zusammengestellt

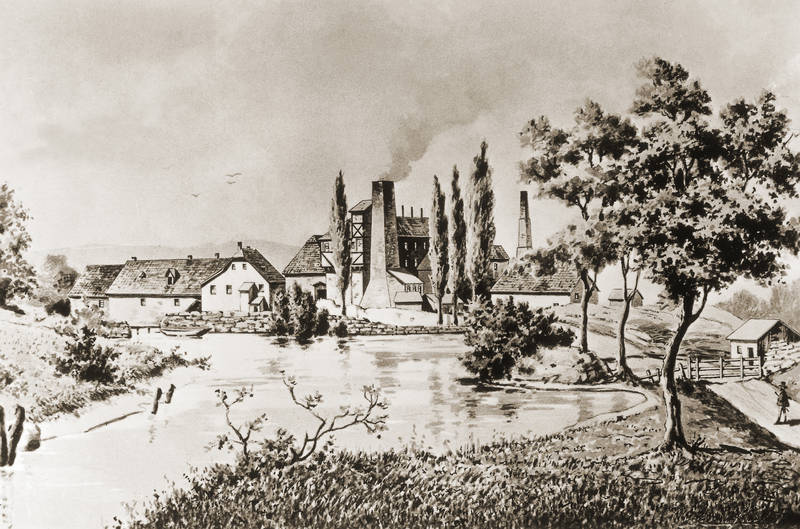
Alte Abbildung der St.-Antony-Hütte

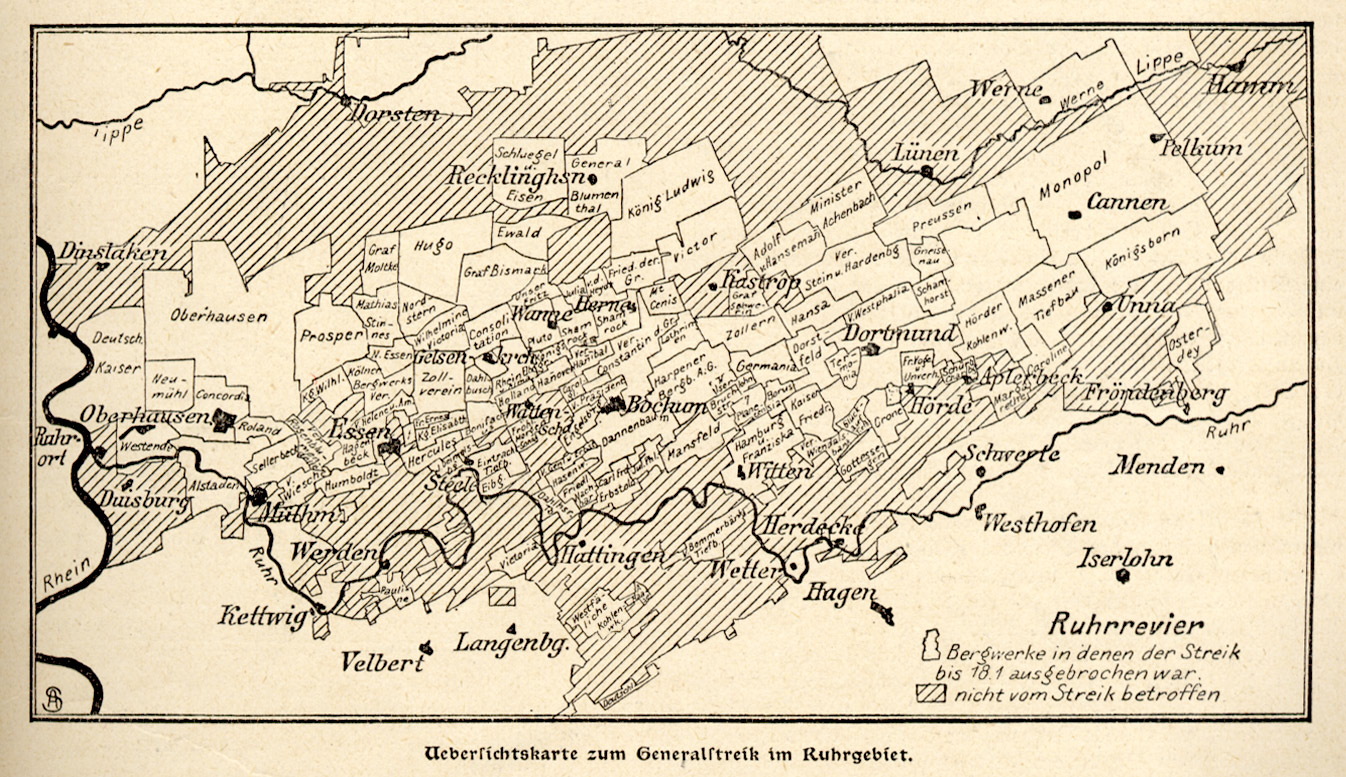
Übersichtskarte zum Generalstreik im Ruhrgebiet 1905 (Die Woche, 3/1905)

### Das Ruhrgebiet im 18. Jahrhundert
Die Landschaft des heutigen Ruhrgebietes ähnelte Ende des 18. Jahrhunderts dem Münsterland, dem Niederrhein oder der Soester Börde. Einzelne Städte, darunter etliche Hansestädte, vor allem am Hellweg, sowie durch Landwirtschaft geprägte Freiheiten und Dörfer bestimmten das Bild. Anfang des 19. Jahrhunderts waren Duisburg und Dortmund die größten Städte mit lediglich etwa 5.000 Einwohnern. Zur selben Zeit lebten in der Munizipalität Mülheim an der Ruhr im Süden der Region bereits mehr als 11.000 Menschen. Dagegen hatten Gelsenkirchen und Herne im nördlich gelegenen Emscherland zu dieser Zeit erst einige hundert Einwohner.

### Industrialisierung
Einzelne Eisenhütten bildeten frühe Kerne der Industrialisierung. Hervorzuheben sind die 1758 entstandene St.-Antony-Hütte in Oberhausen-Osterfeld, die 1782 gegründete Gutehoffnungshütte in Oberhausen-Sterkrade und die Hütte Neu-Essen in Oberhausen-Lirich, in der ab 1791 produziert wurde. Hier entstanden früh wichtige Technologien der Eisenerzeugung bei der Verhüttung der abgebauten Erze unter Verwendung von Holzkohle.
Schon im 13. Jahrhundert wurde nach Kohlen gegraben. (Es war noch kein Bergbau.) Ein Ausgangspunkt des Ruhrbergbaus war das Muttental bei Witten. 1755 gab es im Ruhrgebiet fast 200 Zechen, im Jahre 1850 waren es fast 300. In Kokereien wurde aus der Kohle Koks erzeugt, der in den Hochöfen der angesiedelten Eisen- und Stahlhütten zur Roheisen- und Stahlerzeugung benötigt wurde. Bevor die Kohlevorkommen entlang der Ruhr erschöpft waren, entstanden weiter nördlich neue Zechen. Der Ruhrbergbau wanderte, den Flözen in die Tiefe folgend, von Süden nach Norden, von der Ruhr an die Emscher und schließlich zur Lippe. Laut Roland Günter existierten in den rund 200 Jahren des Bergbaus insgesamt etwa 3.200 Zechen im Ruhrrevier. Die Erschließung des Ruhrgebiets als Lieferant für Kohle und Stahl erforderte den Bau von Eisenbahnstrecken und den Ausbau von Kanälen (siehe Dortmund-Ems-Kanal, Wesel-Datteln-Kanal, Rhein-Herne-Kanal).
Die wirtschaftliche Expansion im Zeitraum 1871 bis 1914 machte die Anwerbung neuer Arbeitskräfte erforderlich. Die Bevölkerungszahlen stiegen stark an. Von 1870 bis 1910 stieg die Bevölkerung des Amtes Wanne um mehr als das Zwanzigfache. In Herne verzehnfachte sich die Bevölkerung. Ursachen hierfür waren die Zuwanderung aus anderen Teilen Deutschlands und eine überdurchschnittlich hohe Geburtenrate. Betrug sie im deutschen Kaiserreich fünf Kinder je Frau, so wurden im Ruhrgebiet fast sechs Kinder je Frau geboren. Müttersterblichkeit, Säuglingssterblichkeit und Kindersterblichkeit sanken stark. Bochum hatte im Jahre 1800 2.200 Einwohner, im Jahr 1900 65.000 und 1905 117.000. Auch vormalige Dörfer entlang der Emscher wuchsen zu Großstädten. Viele Facharbeiter der Bergwerke wohnten in neu errichteten Arbeitersiedlungen, sogenannten Zechenkolonien.
In den folgenden Jahrzehnten wurde der „Ruhrkohlenbezirk“ zum größten industriellen Ballungsraum Europas. Fachleute, die die urbanistische Bedeutung des rasanten Städtewachstum an Rhein und Ruhr bereits auf der Internationalen Städtebau-Ausstellung Düsseldorf 1910 und auf der Städte-Ausstellung Düsseldorf 1912 würdigten, begannen damit, auch dessen Probleme zu diskutieren. 1912 legte der Essener Beigeordnete Robert Schmidt nach Vorarbeiten in einem 1910 gegründeten Arbeitsausschuss beim Regierungsbezirk Düsseldorf 1912 eine Denkschrift vor, die bis 1920 zu Gründung des Siedlungsverbands Ruhrkohlenbezirk führte. Auf dieser übergemeindlichen Ebene sollten in einer Frühform der Regional- bzw. Landesplanung raumbedeutsame Grüngebiete und Hauptverkehrszüge im Ruhrgebiet durch planerische Festsetzungen gesichert werden.
Nach dem Zweiten Weltkrieg gab es vom Ende der 1940er Jahre bis etwa 1970 ein anhaltendes Wirtschaftswachstum (Wirtschaftswunder). 1957/58 begann die Kohlekrise und später die Stahlkrise. Die Ölpreiskrisen 1973/74 und 1979/80 trugen in vielen Volkswirtschaften von Industrieländern zu Inflation und Stagnation bei. Ende der 1950er Jahre begann im Ruhrgebiet ein jahrzehntelanger Strukturwandel.
Im Dezember 2015 wurde die Zeche Auguste Victoria in Marl als vorletzte Zeche im Ruhrgebiet geschlossen. Im Dezember 2018 schloss die letzte Zeche, das Bergwerk Prosper-Haniel (siehe Ruhrbergbau#Ende der Steinkohleförderung).

## Regionale Besonderheiten

### Bezeichnungen der Region
Die geläufigsten Bezeichnungen der Region sind Ruhrgebiet oder Revier. In der Umgangssprache werden auch die Begriffe Kohlenpott, Ruhrpott oder Pott verwendet.
Lange Zeit wurden verschiedene Namen für die Region benutzt: Ausdrücke wie Rheinisch-Westfälischer Industriebezirk, Rheinisch-Westfälisches Industriegebiet, Niederrheinisch-Westfälisches Industriegebiet oder Ruhrrevier schlossen jedoch oft auch Gebiete ein, die nicht zum späteren Ruhrgebiet zählen, wie etwa industriell geprägte Gebiete im Bergischen Land oder um Düsseldorf. In den Postleitkarten des Deutschen Reichs wurde unter der Bezeichnung Rheinisch-Westfälisches Industriegebiet praktisch das gesamte heutige Landesgebiet Nordrhein-Westfalens erfasst. Demgegenüber wurde unter Ruhrgebiet zunächst nur der engere Einzugsbereich des Flusses Ruhr verstanden. In diesem Sinne finden diese Bezeichnungen heute kaum noch Verwendung.
Die heute gängige Bezeichnung Ruhrgebiet wurde im Laufe der 1920er Jahre geprägt und bürgerte sich erst um 1930 als fester Name für die Industrieregion ein. Ihrer geografischen Lage entsprechend müsste die Kernregion eher „Emschergebiet“ heißen, da der Lauf der Ruhr bereits den Südrand des Ruhrgebietes markiert, während die Emscher mitten hindurch fließt. Allerdings nahm der für die industrielle Entwicklung der Region seit den 1830er Jahren prägende Steinkohleabbau historisch tatsächlich im Ruhrtal zwischen Essen und Mülheim seinen Ausgang und wanderte von dort aus nach Norden zu den tiefer gelegenen Lagerstätten.
Für das Ruhrgebiet wird auch die Bezeichnung Metropole Ruhr verwendet. Zusammen mit der Rheinschiene bildet das Ruhrgebiet die Region Rhein-Ruhr oder den Rhein-Ruhr-Raum.

### Einheimische Bevölkerung
Eine allgemein anerkannte Eigenbezeichnung der im Ruhrgebiet lebenden Menschen existiert nicht. Die meisten Einwohner betrachten sich in erster Linie als Bewohner ihrer jeweiligen Heimatstädte, würden sich selbst also als Dortmunder, Essener usw. bezeichnen. Gelegentlich findet man die Bezeichnung „Ruhri“, wenn zum Ausdruck gebracht werden soll, dass das Ruhrgebiet insgesamt als Heimatregion gemeint ist. Die Verwendung dieser Bezeichnung durch Außenstehende kann aber wegen ihres manchmal als despektierlich empfundenen Charakters zu Irritationen führen. Nach der Wahl Essens zur Europäischen Kulturhauptstadt für das Jahr 2010 (RUHR.2010) wurde Ende 2008 unter dem Titel „Ruhri.2010“ eine Imagekampagne gestartet, die den Begriff als Bezeichnung für Ruhrgebietsbewohner bekannter machen sollte. Der Westdeutsche Rundfunk benutzte den Ausdruck „Ruhri der Woche“ im Vorfeld des Kulturhauptstadtjahres regelmäßig in seinem Regionalprogramm.

### Regiolekt und Dialekte
Die vorherrschende Wahrnehmung des Ruhrgebietes als eine industriell geprägte Einheit führte dazu, die Sprache der dort lebenden Menschen als einheitliches Ruhrdeutsch zu bezeichnen. Der im Ruhrgebiet gesprochene Regiolekt ist Hochdeutsch mit niederdeutschen Substraten. Die oft behaupteten Einflüsse durch polnische Einwanderer um das Jahr 1900 sind nur vereinzelt im Wortschatz zu erkennen, so etwa die polnischen Wörter Mottek (Vorschlaghammer) und Matka (Mutter). Aber auch diese Begriffe sind kaum noch Teil des aktiven Wortschatzes der ortsansässigen Bevölkerung.
Historisch gehörte die Region an Rhein, Ruhr, Emscher und Lippe zum niederländischen und niedersächsischen Sprachgebiet. Speziell konnten limburgisch, kleverländisch oder Westfälisch unterschieden werden. Doch ist die Zahl der Sprecher des Plattdeutschen inzwischen verschwindend gering. Die Pflege dieser historischen Sprachen ist zumeist bei speziellen Gruppen in Heimatvereinen zu finden. Auch Kurse an Volkshochschulen vermitteln vereinzelt noch den aktiven Gebrauch alter Dialekte. So wird in Mülheim beispielsweise seit 1984 Wir lernen Mölmsch Platt angeboten.

## Verwaltungsstruktur

### Regionalverband Ruhr

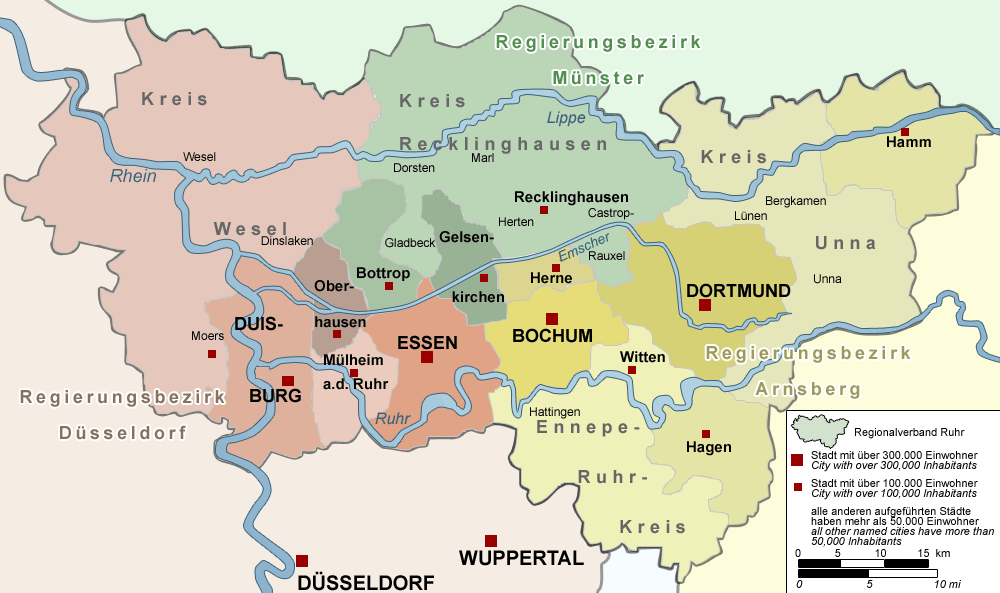
Karte der Verwaltungsstruktur des Ruhrgebiets

Das Ruhrgebiet wird in erster Linie von den Städten und Kreisen des Ruhrgebiets selbst verwaltet, die in einem Zweckverband zusammengeschlossen sind. Der Regionalverband Ruhr (RVR) hat seinen Sitz in Essen. Hier befindet sich seit 2020 das Ruhrparlament. Beim Verband liegt insbesondere die Regionalplanung, die für die Flächennutzungspläne der Kommunen ausschlaggebend ist. Sie umfasst unter anderem die Darstellung von Bereichen für künftige Wohnbauflächen, von Flächen für die Ansiedlung neuer Gewerbebetriebe und die Planung von Folgenutzungen ehemaliger Bergbaustandorte in der Region.
Zum Verband gehören die kreisfreien Städte Bochum, Bottrop, Dortmund, Duisburg, Essen, Gelsenkirchen, Hagen, Hamm, Herne, Mülheim an der Ruhr und Oberhausen sowie der Ennepe-Ruhr-Kreis und die Kreise Recklinghausen, Unna und Wesel.
Mit an der Verwaltung beteiligt sind die Regierungsbezirke Arnsberg, Düsseldorf und Münster. Das westliche Ruhrgebiet mit den Städten Essen, Duisburg, Oberhausen, Mülheim an der Ruhr und dem Kreis Wesel gehört zum Regierungsbezirk Düsseldorf. Die Städte Dortmund, Bochum, Herne, Hamm, Hagen, der Kreis Unna und der Ennepe-Ruhr-Kreis sind Teile des Regierungsbezirks Arnsberg. Der Emscher-Lippe-Raum mit dem Kreis Recklinghausen und den Städten Gelsenkirchen und Bottrop wird von Münster verwaltet.
Zudem gehören die Städte und Kreise des Reviers dem jeweiligen Landschaftsverband Rheinland (Städte des Regierungsbezirks Düsseldorf) oder dem Landschaftsverband Westfalen-Lippe (Städte der Regierungsbezirke Arnsberg und Münster) an.
Insgesamt ist bei der Verwaltung des Ruhrgebiets besonders auffällig, dass die meisten Strukturen sich im Wesentlichen auf die historisch-politische Gliederung der preußischen Provinzen Rheinprovinz und Westfalen beziehen, sodass von einer einheitlichen Verwaltung des Ruhrgebiets zurzeit noch nicht gesprochen werden kann. Insbesondere wird das Ruhrgebiet von außen verwaltet – die Regierungspräsidien befinden sich, wie erwähnt, in Arnsberg, Düsseldorf und Münster.

### Metropolregion Rhein-Ruhr
Das Ruhrgebiet ist ein Teil der Metropolregion Rhein-Ruhr und gehört mit seinen etwas mehr als fünf Millionen Einwohnern neben der Île-de-France (Großraum Paris), Moskau, Greater London, Mailand, der Randstad in den Niederlanden und Istanbul zu den größten Ballungsgebieten Europas. Die gesamte Metropolregion hat rund 10 Millionen Einwohner und wurde bereits 1995 von der Ministerkonferenz für Raumordnung, die in Deutschland über so genannte Europäische Metropolregionen entscheidet, geschaffen. Damit ist das Ruhrgebiet auch Teil des von der Europäischen Kommission im Jahr 1999 aufgestellten Europäischen Raumentwicklungskonzeptes (EUREK).

## Wirtschaft

### Strukturelle Entwicklung

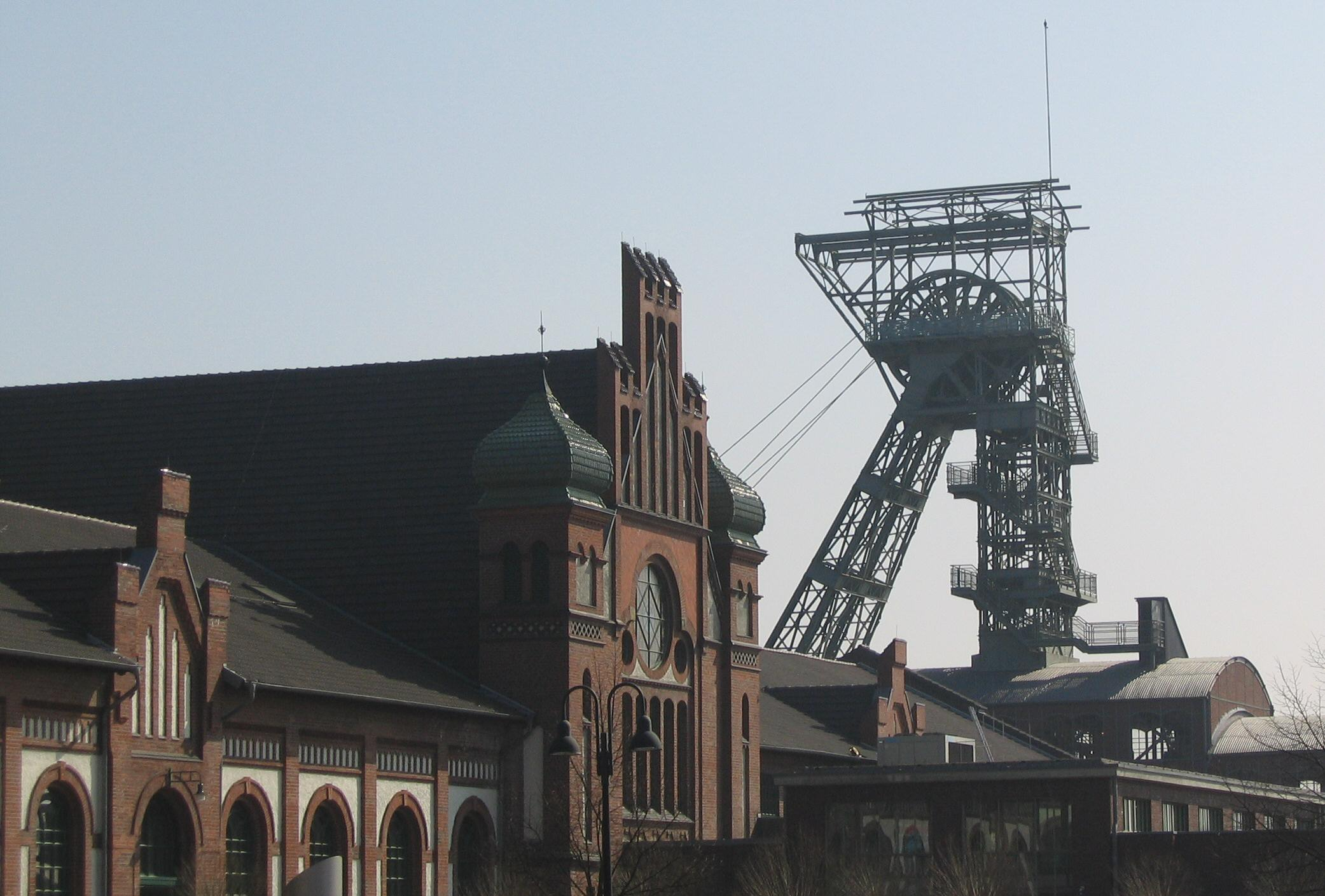
Zeche Zollern in Dortmund

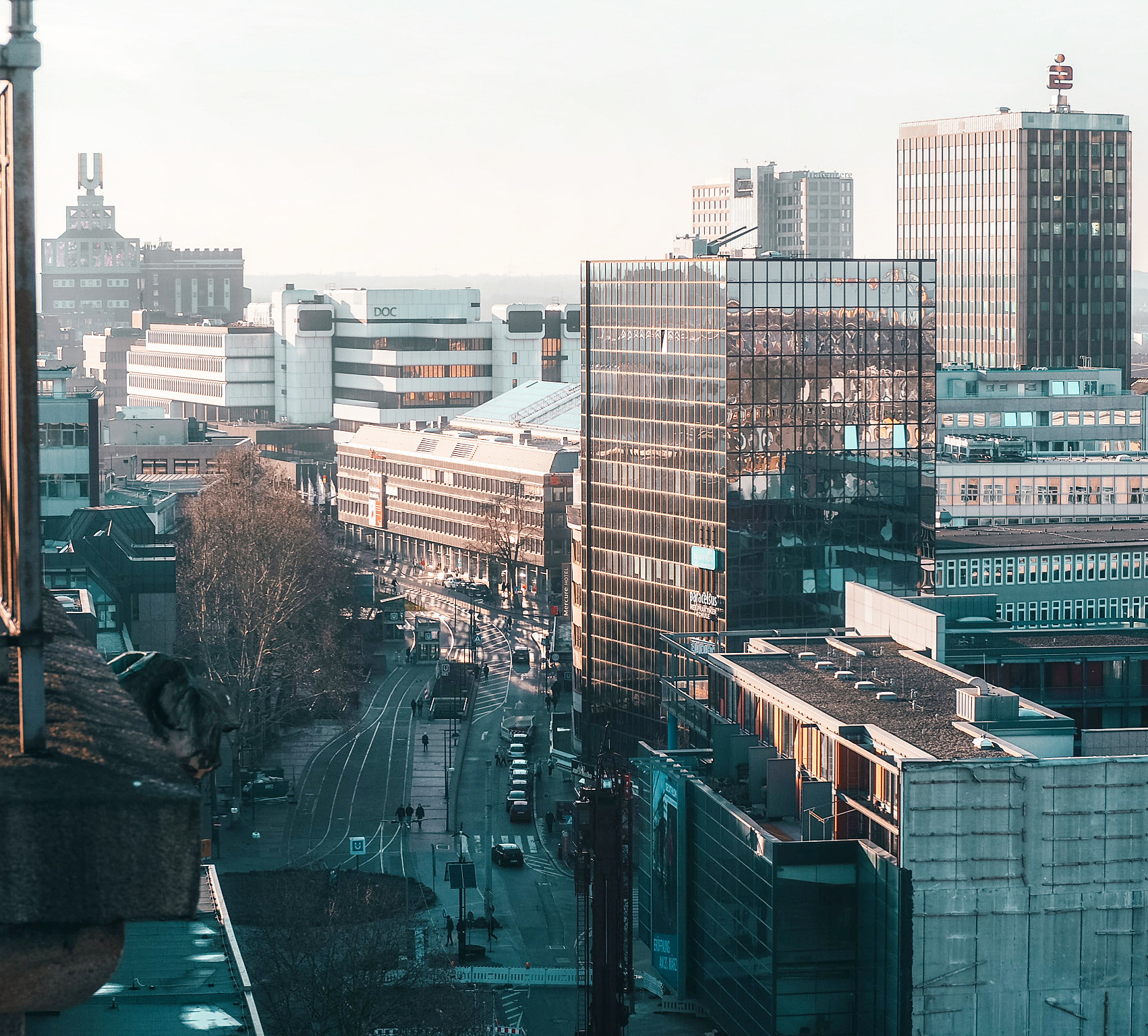
Heute prägen Dienstleistungen das Ruhrgebiet – hier die Innenstadt von Dortmund

Mit dem Strukturwandel verlor die Montanindustrie im Ruhrgebiet an Bedeutung, allerdings haben auch heute noch Montanunternehmen wie die RAG Aktiengesellschaft oder ThyssenKrupp ihren Sitz und größte Produktionsstandorte im Ruhrgebiet. Der Anteil der Beschäftigten im primären und sekundären Sektor lag 2008 noch bei 28 %. Im Zeitraum 1996 bis 2012 fiel der Anteil der Erwerbstätigen im produzierenden Gewerbe an der Gesamtwirtschaft von 31,0 % auf 21,4 %. Zugleich stieg der Anteil der Erwerbstätigen im Dienstleistungssektor von 68,5 % auf 78,3 % (Deutschland: von 66,5 % auf 73,6 %).

### Energie, Dienstleistung, Nahrungsmittel
Nach einer Erhebung der Tageszeitung Die Welt haben von den 500 größten Unternehmen der Bundesrepublik 37 ihren Sitz im Ruhrgebiet, wovon 16 dem Industrie- und 21 dem Handels- und Dienstleistungsbereich zugeordnet werden können. So ist der Dienstleistungssektor unter anderem mit den Konzernzentralen von Energie- und Wasserversorgern wie der Amprion, RWE und E.ON Ruhrgas, der Versicherungswirtschaft Signal-Iduna, Continentale Krankenversicherung, und Handelskonzernen wie der Aldi-Gruppe, Douglas Holding, Arcandor oder Tengelmann vertreten.
Das Ruhrgebiet gehört aufgrund seiner guten infrastrukturellen Anbindung zu den bedeutenden Logistikstandorten in Deutschland und Europa. Zahlreiche Unternehmen der Logistikbranche haben hier ihren Hauptsitz Rhenus, Imperial Logistics und Loxx oder zentrale Logistik- und Distributionszentren mit europäischer Reichweite IKEA, Amazon oder Decathlon. Im Jahr 2016 wurde Dortmund innerhalb der Digital Hub Initiative des Bundesministerium für Wirtschaft und Energie als Digital Hub im Bereich Logistik ausgezeichnet und fungierte neben Berlin, Hamburg, München und Frankfurt als Motor für die Digitalisierung in Deutschland.
Außerdem gibt es in den häufig als Fußgängerzonen ausgewiesenen Innenstädten und den Einkaufszentren Thier-Galerie Dortmund, Ruhr-Park Bochum, Rhein-Ruhr Zentrum Mülheim an der Ruhr, Limbecker Platz (Einkaufszentrum) Essen und CentrO Oberhausen zahllose Einzelhändler.
Das Ruhrgebiet und insbesondere Dortmund mit der Brauart „Dortmunder Export“ war für seine Brauereien bekannt. Mittlerweile sind viele Brauereien geschlossen, wenn auch die bekannten Markennamen weitergeführt werden. Hingegen weist das Ruhrgebiet zahlreiche kleinere Privatbrauereien in den Städten auf, so zum Beispiel die Brauerei Fiege in Bochum oder die Brauerei Stauder in Essen.

### Medien
Alle großen regionalen Tageszeitungen der Region gehören zur Funke Mediengruppe oder zum Medienhaus Lensing. Nach dem Ende der taz Ruhr im Jahr 2005 ist die Bild die einzige überregionale Tageszeitung mit einer Ruhrgebietsausgabe. Zudem gibt es im Ruhrgebiet eine Reihe von Stadt- und Szenemagazinen. Das heute als Prinz bundesweit erscheinende Stadtmagazin hatte seinen Ursprung 1978 in Herne unter dem Namen Guckloch. Neben dem Prinz, der noch immer mit einer Regionalredaktion in Duisburg in der Region vertreten ist, erscheinen die Gratistitel Coolibri, Heinz, Smag und trailer. Mit dem Wirtschaftsmagazin Ruhr gibt es auch eine Zeitschrift mit diesem Thema für das Ruhrgebiet. Mit der Wissenschaft im Revier beschäftigt sich zudem das Magazin Transfer.
Der Westdeutsche Rundfunk (WDR) unterhält Studios in Essen, in Dortmund und Duisburg. Aus Essen kommen die Regionalprogramme (Lokalzeit) für das mittlere Ruhrgebiet. In Dortmund produziert der WDR sein Regionalprogramm für das östliche Ruhrgebiet sowie die Sendung Planet Wissen. Neben verschiedenen Beiträgen für andere WDR-Programme wird von hier auch das komplette Tagesprogramm von WDR 4 gesendet. Das Regionalprogramm für den Niederrhein bzw. für das westliche Ruhrgebiet um Duisburg und den Kreis Wesel entsteht in Duisburg. Dort ist auch der türkische Sender Kanal Avrupa beheimatet. Studio 47 mit Sitz in Duisburg ist der erste private lokale Fernsehsender in Nordrhein-Westfalen. Des Weiteren unterhält der Fernsehsender Sat.1 ein Studio in Dortmund. Dort wird die Sendung 17:30 produziert. Das Adolf-Grimme-Institut mit Sitz in Marl vergibt jährlich die renommierte Fernsehauszeichnung Grimme-Preis.
Das gesamte Ruhrgebiet ist im Gegensatz zu den anderen großen Ballungsräumen Deutschlands traditionell kein exponierter Medienstandort. Allmählich etabliert sich aber auch hier eine respektable Agenturlandschaft. Zurzeit (Stand 2012) sind die drei größten Werbeagenturen im Ruhrgebiet die Westpress in Hamm mit einem Umsatz von 24,7 Millionen Euro, B&W Media-Service in Essen (20 Millionen Euro) und Move Elevator in Oberhausen (15 Millionen Euro).

### Arbeitsmarktsituation
Die Gesamtarbeitslosenquote des Ruhrgebiets liegt bei etwa 10,5 % und ist damit unter den regionalen Großräumen die höchste der westdeutschen Bundesländer. Auch die Arbeitslosenquoten einzelner Städte in der Kernzone des Ruhrgebiets gehören zu den höchsten der alten Bundesländer: In Gelsenkirchen beträgt die Arbeitslosenquote 14,2 %, Duisburg 13,3 %, Herne 12,8 %, Essen 12,1 % und Dortmund 11,6 % (alle Arbeitslosenquoten Stand Februar 2017).

### Sozialstruktur
Die Bundesautobahn 40 markiert in vielen Teilen des Ruhrgebiets einen „Sozialäquator“, eine Grenze zwischen dem ärmeren Norden und dem wohlhabenderen Süden. Diese Zweiteilung zeigt sich insbesondere innerhalb der zentralen Großstädte Duisburg, Essen, Bochum und Dortmund, in welchen die südlichen Stadtteile oftmals deutlich gehobenere Einkommensstrukturen aufweisen, als die zumeist ärmeren nördlichen Stadtteile. Jedoch zeigen sich auch deutliche Unterschiede zwischen den nördlichen und den südlichen Randgemeinden des Ruhrgebiets. Während die durchschnittlichen Einkommen in kleineren bis mittleren nördlichen Städten wie etwa Gladbeck, Herten, Marl, Lünen, Bergkamen und Bönen deutlich unter dem landesweiten Durchschnitt liegen, liegen sie in kleineren südlichen und südöstlichen Städten wie Sprockhövel, Ennepetal, Herdecke, Schwerte und Holzwickede mitunter deutlich über dem Landesdurchschnitt.
Die in Teilen des Ruhrgebiets stattfindende Abwanderung der leistungsfähigeren, gebildeteren Menschen hat ein schwindendes Humanvermögen und das Anwachsen eines Prekariats, Menschen in unsicheren wirtschaftlichen Verhältnissen, zur Folge. Hinzu kommen kommunale Finanznöte sowie Mängel der bisherigen Strukturpolitik. Infolge fehlerhafter Problemanalysen sowie fehlender Schwerpunktbildung blieben die Maßnahmen weitgehend wirkungslos und eine Verbesserung der Strukturen konnte nicht erzielt werden. Der Armutsbericht der Sozialverbände 2016 zeigt, dass die Armutsquote mit 20 Prozent und die Kinderarmutsquote im Ruhrgebiet mit 19 Prozent deutlich über dem Bundesdurchschnitt liegt. Die Hälfte dieser Kinder lebt im Haushalt eines alleinerziehenden Elternteils. Erstmals lag 2016 auch die Armutsrisikoquote von Rentnern mit 15,6 Prozent über dem Durchschnitt. Schließlich führen Arbeitslosigkeit, Armut, prekäre Lebensverhältnisse, schlechte Wohnquartiere und höhere Immissionsbelastungen zu einer signifikant geringeren Lebenserwartung.
In einem regionalwirtschaftlichen Vergleich deutscher Agglomerationen aus dem Jahr 2008 wurde festgestellt, dass das Ruhrgebiet hinsichtlich der wirtschaftlichen Dynamik und der Beschäftigungsentwicklung gegenüber anderen Agglomerationsräumen deutlich zurückfällt und eine Trendwende nicht in Sicht ist, was zur Folge hat, dass das Image der nordrhein-westfälischen Wirtschaft insgesamt negativ geprägt wird. Obwohl Teile des Ruhrgebiets (vor allem Dortmund und Essen) einen sukzessiven Turnaround erleben und Investitionen und Dienstleistungsbesatz steigen, gehen in anderen Regionen Investitionen, Beschäftigung und sogar der Anteil qualifizierter Arbeitskräfte zurück. So ist zwischen 2008 und 2014 der Anteil der Gelsenkirchener Bevölkerung mit einem hohen Bildungsgrad (Meister-, Techniker-, Hochschulabschluss) von 24.000 auf 18.000 stark gesunken, zugleich ist aber der Anteil der Personen ohne jeden Ausbildungsabschluss von 83.000 auf 92.000 gestiegen.
Negativ für die Attraktivität des Ruhrgebietes für Unternehmen ist die deutlich über dem Bundesdurchschnitt liegende Höhe der kommunalen Steuern im Ruhrgebiet infolge der sehr schlechten Finanzlage fast aller Ruhrgebietsstädte.

## Strukturwandel

### Verringerung und Ende der Kohleförderung

Weltkulturerbe Zeche Zollverein

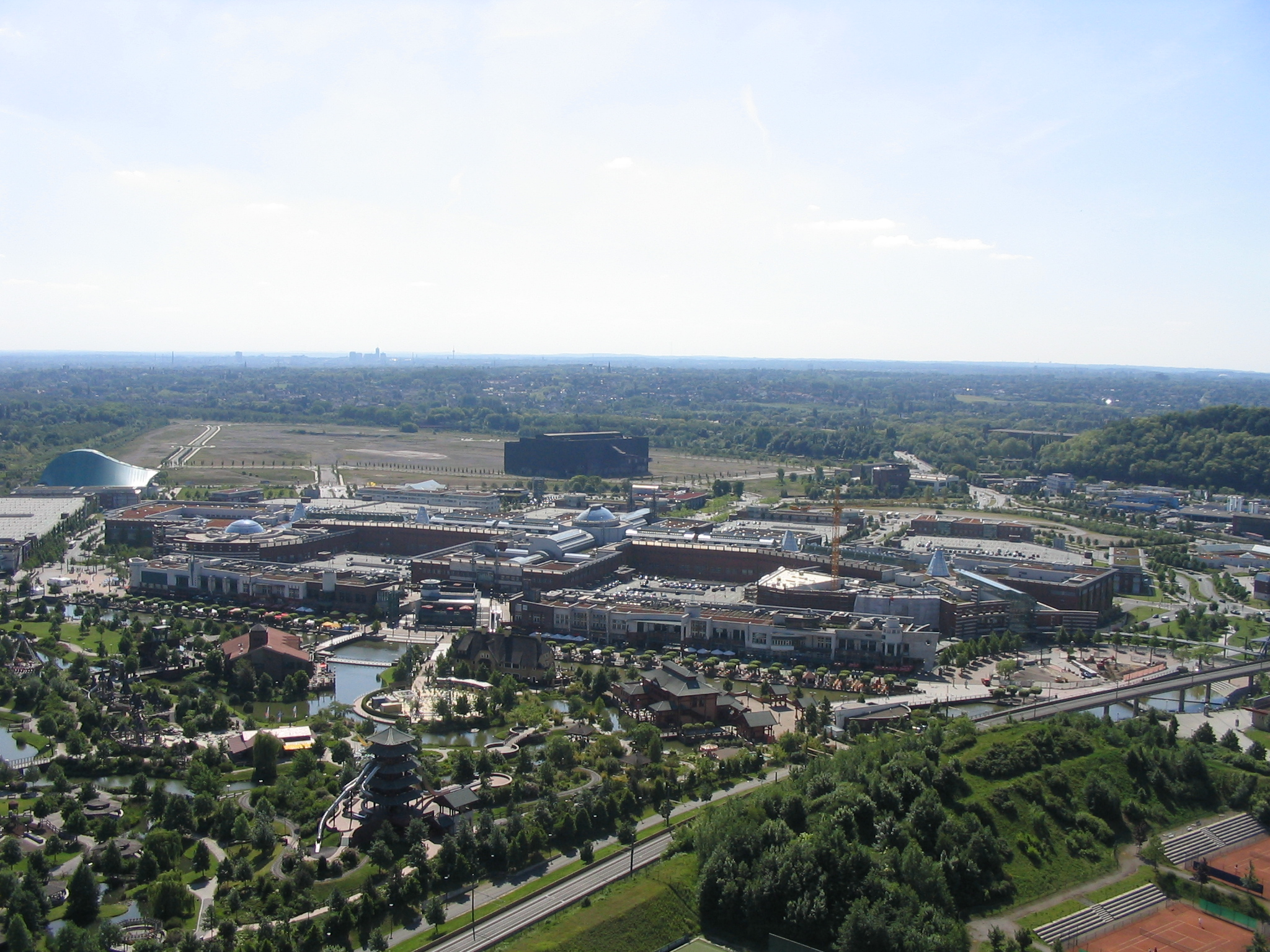
Neue Mitte Oberhausen

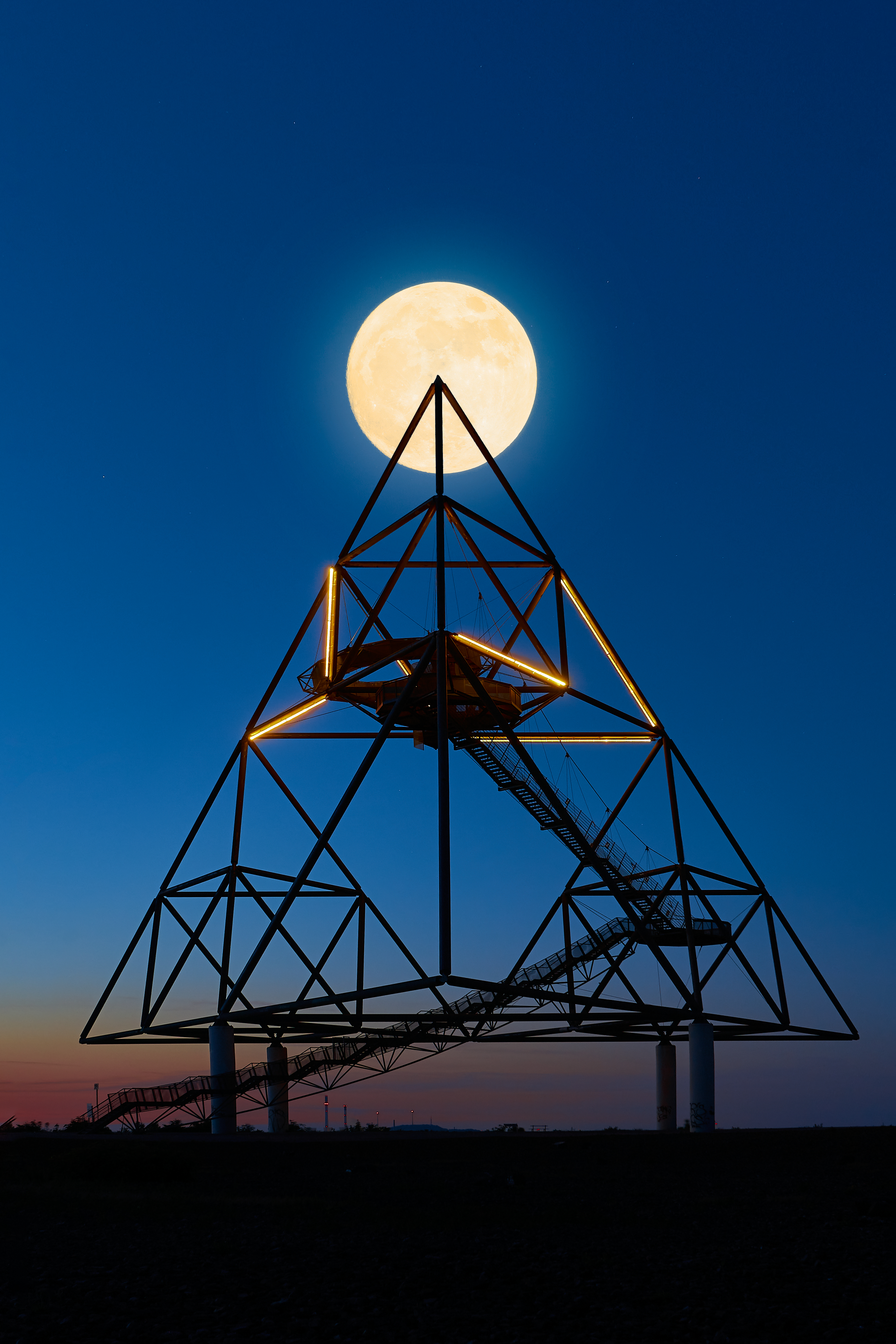
Tetraeder in Bottrop

Seit Beginn der Kohlekrise im Jahr 1957, verstärkt seit Mitte der 1970er Jahre, befand sich das Ruhrgebiet in einer anhaltenden Phase des Strukturwandels, die von wirtschaftlichen Anpassungsschwierigkeiten gekennzeichnet ist.
Der Steinkohleabbau hatte bereits zu Beginn des 20. Jahrhunderts mit der Nordwanderung die Lippe erreicht und zum Teil bereits überschritten, noch in den 1980er Jahren wurden Pläne betrieben von der Zeche Radbod in das südliche Münsterland nördlich von Hamm vorzustoßen. Zwischen 1980 und 2002 ging etwa die Hälfte der eine Million Arbeitsplätze im produzierenden Gewerbe verloren, während etwa 300.000 Arbeitsplätze im Dienstleistungssektor geschaffen wurden.
In der Ruhrzone war der Strukturwandel vergleichsweise frühzeitig vollzogen. Die meisten Zechen einschließlich der Kleinzechen an der Ruhr wurden bis 1930 stillgelegt. Heute ist das Ruhrtal ein Naherholungsgebiet.
Mittels staatlicher Subventionen versuchte man die negativen Folgen zu begrenzen. Am 21. Dezember 2018 stellte mit dem Bergwerk Prosper-Haniel in Bottrop das letzte aktive Steinkohlebergwerk in Deutschland die Förderung ein.

### Gründung von Universitäten und Technologiezentren

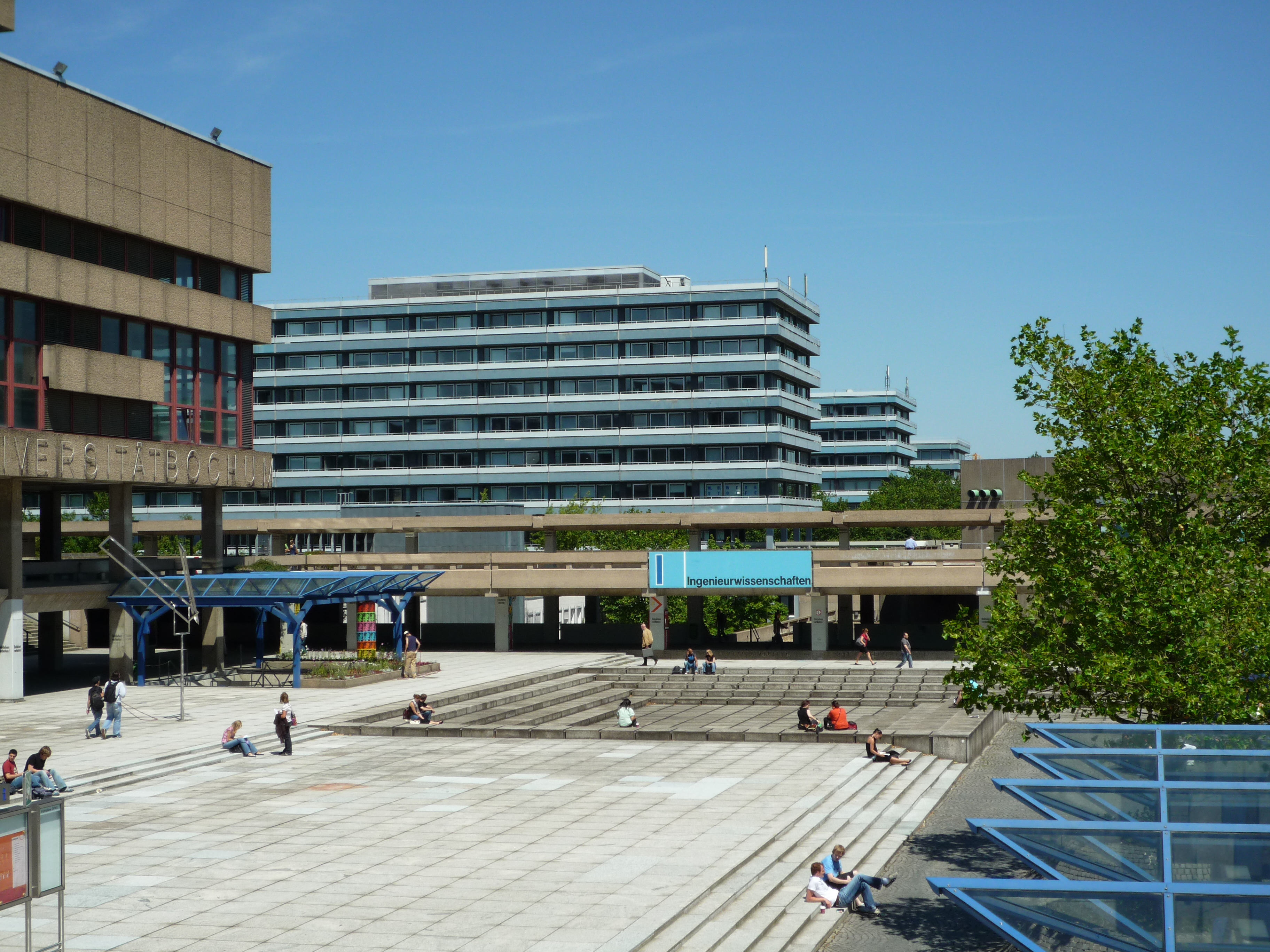
Ruhr-Universität Bochum

Die erste Universität auf dem heutigen Gebiet des Ruhrgebiets war die 1655 eröffnete und 1818 aufgelöste Universität in Duisburg. Ein wichtiger Schritt vom Produktions- zum Forschungsstandort im 20. Jahrhundert war die Gründung mehrerer Universitäten. 1962 wurde die Universität Bochum gegründet, die erste Gründung in der Bundesrepublik Deutschland. Es folgten die Universität Dortmund (1968) und die Gesamthochschulen Essen und Duisburg (beide 1972), die 2003 zur Universität Duisburg-Essen fusionierten, sowie die Fernuniversität in Hagen (1974). Hilfreich für den Zuwachs im tertiären Sektor waren auch die Gründungen von Gesamthochschulen, Technologiezentren und Beratungseinrichtungen. In den vergangenen Jahren hat sich die Forschungslandschaft im Ruhrgebiet weiter ausdifferenziert. So kamen 2009 auf Initiative der Landesregierung mit der Hochschule Ruhr West mit Standorten in Mülheim an der Ruhr und Bottrop sowie der Hochschule Hamm-Lippstadt zwei weitere staatliche Fachhochschulen hinzu.

### Fahrzeugbau und Elektronikindustrie
Als Beispiel des Strukturwandels kann man den Bau der drei Automobilwerke des Autoherstellers Opel 1962 in Bochum bezeichnen. Die Werke boten den „unter Tage“ ausgebildeten Schlossern, Elektrikern usw. einen Arbeitsplatz in einer anderen Branche. Allerdings wurde die Automobilproduktion in Bochum Ende 2014 eingestellt. Erfolgreicher arbeiten die Technologieparks, in denen kleine und mittlere Unternehmen Hochtechnologie produzieren. Ein Beispiel dafür ist der Technologiepark Dortmund.

### Staatliche Maßnahmen
Die Internationale Bauausstellung Emscher Park (IBA) war von 1989 bis 1999 im Ruhrgebiet tätig und versuchte den Strukturwandel zu begleiten. Dabei wurden etwa zweieinhalb Milliarden Euro in die Region investiert und Industriebrachen von stillgelegten Bergwerken, Kokereien und Stahlwerken als Industriedenkmäler erhalten und neue Nutzungsmöglichkeiten entwickelt, wie der Emscher Landschaftspark. Ähnlich ist die Hütte Duisburg-Meiderich als Landschaftspark Duisburg-Nord umgenutzt worden, der stillgelegte Gasometer Oberhausen wurde zur Ausstellungshalle umfunktioniert. Weitere Beispiele für neue Nutzungen sind der Nordsternpark in Gelsenkirchen, der Bottroper Tetraeder, die Essener Schurenbachhalde, der Duisburger Innenhafen, die Jahrhunderthalle in Bochum und der Phoenix-See in Dortmund. Seit Mitte der 1990er Jahre wird die Emscher, lange der kanalisierte Abwasserkanal des Ruhrgebiets, renaturiert.

### Verlagerung hin zum Dienstleistungssektor
Einige Großkonzerne setzten neue Schwerpunkte, vor allem im Bereich der Informations- und Kommunikationstechnik sowie der Umweltsicherung. Einige Unternehmen bauten ihre Aktivitäten im Ruhrgebiet ab, so der einstige Stahlerzeuger und -verarbeiter Mannesmann, und konzentrierten sich auf neue Geschäftsfelder.
Insgesamt verzeichnete das Dienstleistungsgewerbe den größten Aufschwung. 2012 waren rund 3/4 der Beschäftigten im Dienstleistungssektor tätig. Aufgrund der verkehrsgünstigen Lage in der EU und des günstigen Grundstücksangebots ließen sich Logistikunternehmen sowie große Handelsketten in der Region nieder.
Ein Großprojekt, das oft als Zeichen des Strukturwandels angesehen wird, ist die Neue Mitte Oberhausen mitsamt dem Einkaufszentrum Centro, die auf dem Gelände der stillgelegten Gutehoffnungshütte Mitte der 1990er Jahre erbaut wurde.

## Kultur

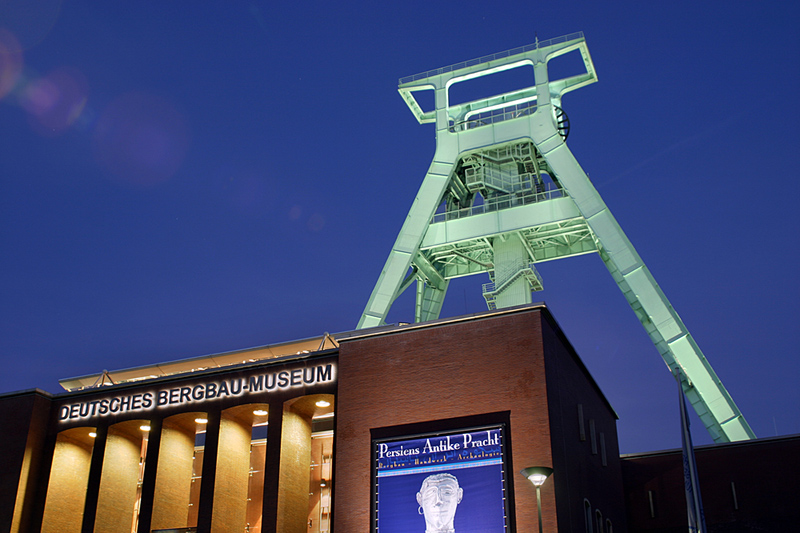
Das weltgrößte Bergbau-Museum in Bochum

### Industriegeschichte und Museen
Die Route der Industriekultur steuert als touristische Themenstraße die wichtigsten industriegeschichtlichen Stätten des Ruhrgebiets an und dient als Ausgangsbasis für die Vermarktung des Ruhrgebiets als Tourismusregion.
Im Ruhrgebiet befinden sich zahlreiche Technik- und Industriemuseen wie das Deutsche Bergbau-Museum in Bochum, das Museum der Deutschen Binnenschifffahrt in Duisburg, das Umspannwerk Recklinghausen, die DASA – Arbeitswelt Ausstellung und das Hoesch-Museum in Dortmund, das Eisenbahnmuseum Bochum-Dahlhausen in Bochum und die dezentralen Museen Westfälisches Industriemuseum und Rheinisches Industriemuseum. Außerdem gibt es auch im Ruhrgebiet mehrere Kunstmuseen wie das Museum Folkwang in Essen, das Lehmbruck-Museum und Museum Küppersmühle in Duisburg, die Ludwig-Galerie im Schloss Oberhausen, das Karl-Ernst-Osthaus-Museum Hagen oder das Museum Ostwall in Dortmund. Mit der Eröffnung der Kulturhauptstadt 2010 wurde das Ruhrlandmuseum als Ruhr Museum in der ehemaligen Kohlenwäsche der Zeche Zollverein neu eröffnet. Die Zeche und Kokerei Zollverein in Essen wurde 2001 von der UNESCO zum Welterbe erklärt. Essen war 2010 stellvertretend für die Region europäische Kulturhauptstadt.

### Theater

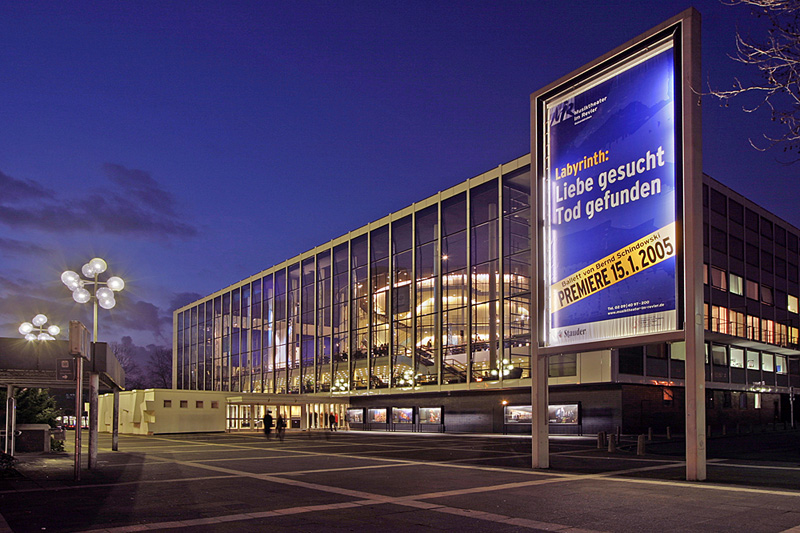
Musiktheater im Revier in Gelsenkirchen

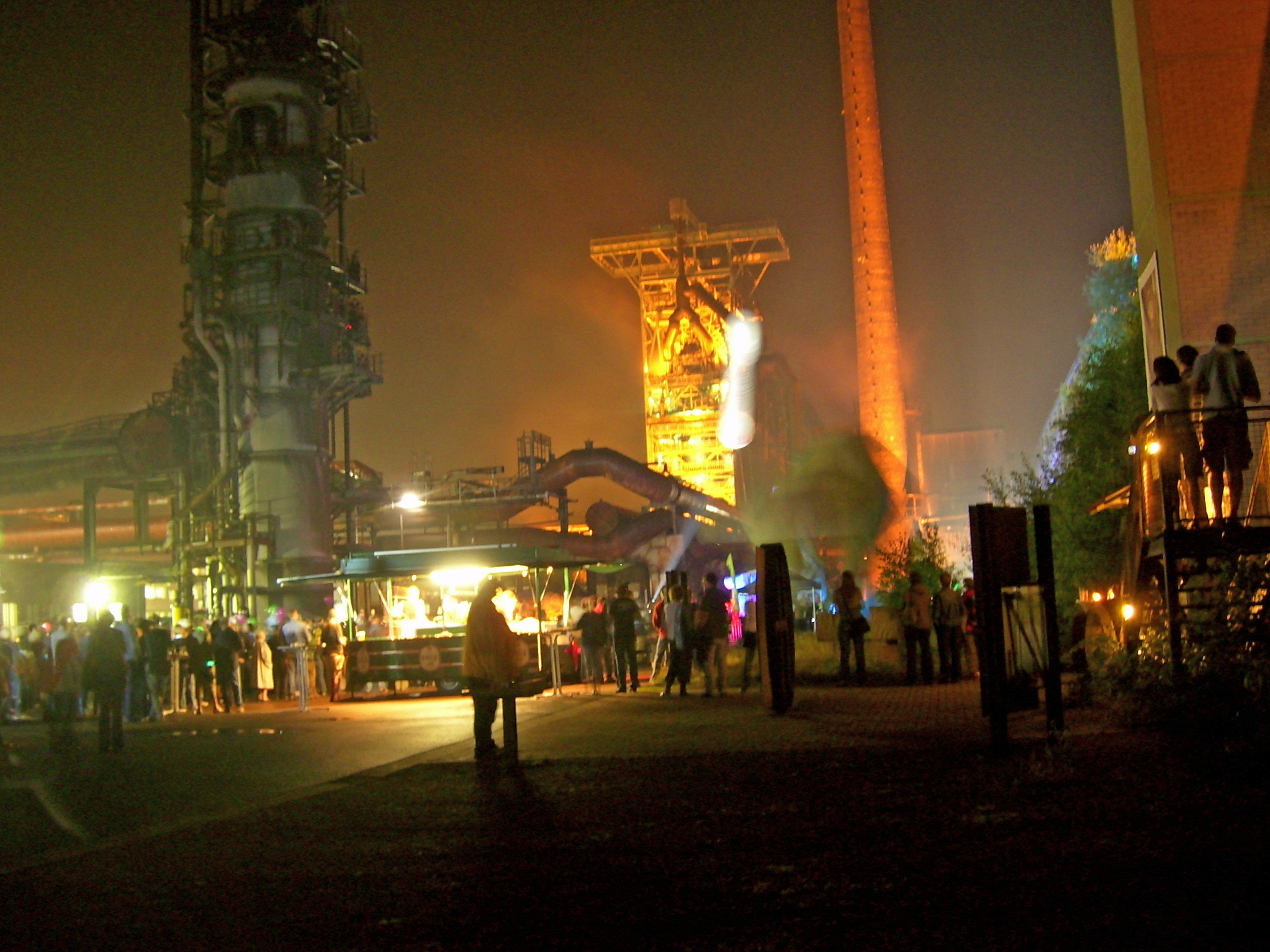
ExtraSchicht 2009 an der Henrichshütte

Ähnlich vielfältig ist die Theaterlandschaft im Ruhrgebiet. Zu den bekanntesten Schauspielbühnen gehören das Schauspielhaus Bochum, das Grillo-Theater in Essen sowie das Theater Oberhausen. Auch das Musiktheater ist im Ruhrgebiet vertreten, so das Musiktheater im Revier in Gelsenkirchen, die Deutsche Oper am Rhein in Duisburg, das Aalto-Theater in Essen, das Theater Hagen und das Dortmunder Opernhaus mit der angeschlossenen Kinderoper. Daneben gibt es Konzerthäuser in Bochum, Duisburg Dortmund und Essen und Amateurbühnen wie die Waldbühne Heessen in Hamm.
In Bochum wird seit 1988 das erfolgreichste Musical der Welt Starlight Express im eigens dafür gebauten Starlight Express Theater gespielt.
Die bekanntesten regionalen Volkstheater sind der Mondpalast in Herne und Stratmanns Theater Europahaus in Essen.

### Volksfeste und Festivals
Auch im Ruhrgebiet wird Karneval gefeiert. Umzüge finden in zahlreichen Städten statt, Weiberfastnacht ist für viele der wesentliche „Feiertag“. Im Archiv der Stadt Duisburg befindet sich die erste überhaupt in Deutsch geschriebene Stadtrechnung aus dem Jahre 1377, aus der hervorgeht, dass die Ratsherren und die Bürgerschaft ausgiebig Fastabend (Vastavent) feierten. In der zweiten Hälfte des 19. Jahrhunderts werden in Duisburg die ersten Karnevalsgesellschaften gegründet. Der erste Anlauf zur Etablierung eines Rosenmontagszuges in Duisburg geht auf das Jahr 1928 zurück. Duisburg ist Sitz des Landesverbands Rechter Niederrhein im Bund Deutscher Karneval e. V.
Die Cranger Kirmes, ein jährlich wiederkehrendes Volksfest in Crange, einem Ortsteil des Herner Stadtbezirkes Wanne, welches seit 580 Jahren stattfindet und jährlich ca. 4.000.000 Besucher anlockt, zählt zu den größten Festen dieser Art in Deutschland. Zu den im Ruhrgebiet stattfindenden Festivals zählen das Juicy Beats in Dortmund, das Ruhr Reggae Summer in Dortmund und Mülheim, das Rock Hard Festival in Gelsenkirchen, das Bochum Total in Bochum, das UZ-Pressefest in Dortmund, das Essen Original in Essen, Olgas Rock in Oberhausen, das Traumzeit-Festival in Duisburg sowie die Mayday in Dortmund.
Von 2006 bis 2010 fand die Loveparade im Ruhrgebiet statt. Die 2010 im Rahmen der Veranstaltungen zur Kulturhauptstadt Europas organisierte Loveparade auf dem Gelände des ehemaligen Duisburger Güterbahnhofs endete in einem Unglück. Bei einem Gedränge tausender Besucher in einer Unterführung verloren 21 Menschen ihr Leben, mindestens 652 wurden zum Teil schwer verletzt.
Die Ruhr-Tourismus GmbH hat unter dem Namen „Reisekumpel.ruhr“ im Herbst 2022 einen Online-Reiseführer veröffentlicht.

### Kulturhauptstadt Europas

Das offizielle Logo der Europäischen Kulturhauptstadt RUHR.2010

Die Ruhrtriennale, die Ruhrfestspiele, die ExtraSchicht und ähnliche Großveranstaltungen zeugen von einer lebendigen Kulturszene im Ruhrgebiet. Aufgrund der hohen Dichte kultureller Einrichtungen bewarb sich das Ruhrgebiet unter Führung der Stadt Essen erfolgreich als Kulturhauptstadt Europas 2010: „Die Kraft von RUHR.2010 ist die Fähigkeit zum Wandel durch Kultur. Die Kulturhauptstadt Europas präsentiert das Ergebnis eines mehrjährigen und tief greifenden Wandlungsprozesses des Ruhrgebiets. Hunderte Kulturinstitutionen, Künstler und Kulturschaffende in der Metropole Ruhr sind seit Jahren die Basis dieses Wandels und bilden eine der reichsten Kulturlandschaften Europas.“ RUHR.2010 zeige anhand ausgewählter Projekte den erreichten Stand und sei ein vorläufiger Höhepunkt der stetigen Entwicklung. Das Ziel ist, durch gezielte Auswahl von Projekten das dauerhafte Kulturangebot weit über 2010 hinaus in Europa zu etablieren.

## Bildung und Forschung

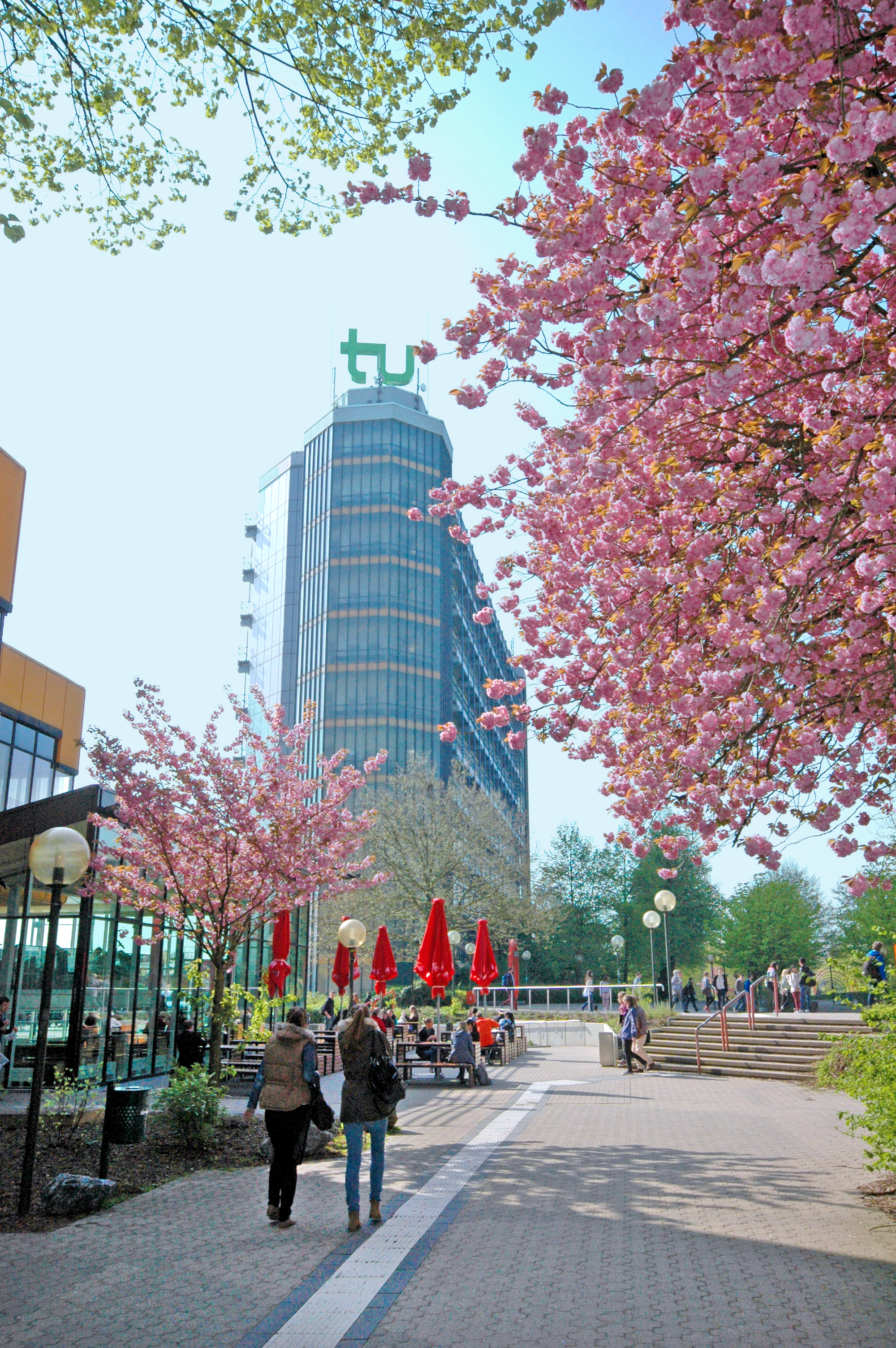
„Mathetower“ der TU Dortmund

### Hochschulen
Fünf Universitäten, eine Kunsthochschule und fünfzehn weitere Hochschulen mit etwa 256.000 eingeschriebenen Studenten (WS 2013/14) in 600 Studiengängen machen das Ruhrgebiet zu Europas dichtester Bildungs- und Forschungslandschaft. Hinzu kommen zahlreiche Forschungsinstitute und Technologiezentren. Die erste Universität des Ruhrgebiets bestand bereits von 1655 bis 1818 in Duisburg. Die meisten Hochschulen sind jedoch in den 1960er und 1970er Jahren gegründet worden: 1962 wurde die Ruhr-Universität Bochum gegründet, 1968 die Universität Dortmund. Zu den bekanntesten Hochschulen zählen weiter die fusionierte Universität Duisburg-Essen, die private Universität Witten/Herdecke, die Fernuniversität in Hagen und die Folkwang Universität der Künste mit den Schwerpunkten Musik, Darstellende Künste und Gestaltung.

### Forschungsinstitute und Technologieparks
Eng verbunden mit den Hochschulen sind die Forschungsinstitute. Vier Max-Planck-Institute haben ihren Sitz im Ruhrgebiet: das Max-Planck-Institut für molekulare Physiologie in Dortmund, das Max-Planck-Institut für Sicherheit und Privatsphäre in Bochum, das Max-Planck-Institut für Kohlenforschung in Mülheim an der Ruhr und das Max-Planck-Institut für Chemische Energiekonversion ebenfalls in Mülheim. Vier Fraunhofer-Institute befinden sich im Ruhrgebiet: das UMSICHT genannte Oberhausener Fraunhofer-Institut für Umwelt-, Sicherheits- und Energietechnik, das Fraunhofer-Institut für Materialfluss und Logistik und das Fraunhofer-Institut für Software- und Systemtechnik in Dortmund sowie das Fraunhofer-Institut für Mikroelektronische Schaltungen und Systeme, Duisburg. Zu den bekannten Forschungsinstituten gehören auch Einrichtungen der Sozial- und Geisteswissenschaften wie das Rheinisch-Westfälische Institut für Wirtschaftsforschung, das Zentrum für Türkeistudien und das Kulturwissenschaftliche Institut, die alle ihren Sitz in Essen haben; des Weiteren das Landesinstitut Sozialforschungsstelle Dortmund sowie das Institut Arbeit und Technik in Gelsenkirchen, das Landesspracheninstitut in Bochum und das DMT-Forschungsinstitut für Montangeschichte in Bochum.
Technologieparks und Gründerzentren bilden das Bindeglied zwischen den Hochschulen und der Wirtschaft. Im Technologiezentrum Dortmund siedelten sich beispielsweise seit 1988 mehr als 300 Firmen mit über 10.000 Mitarbeitern an. Dabei haben Unternehmen der Mikrotechnikbranche einen besonders hohen Anteil. Mit dem Wissenschaftspark entstand in Gelsenkirchen ein auf erneuerbare Energien spezialisiertes Gründerzentrum. Wissenstransfer zwischen mittelständischen Unternehmen die keine eigene Forschung betreiben und Hochschulen und Instituten bietet das Mülheimer Zentrum für Innovation und Technik an.

## Sport

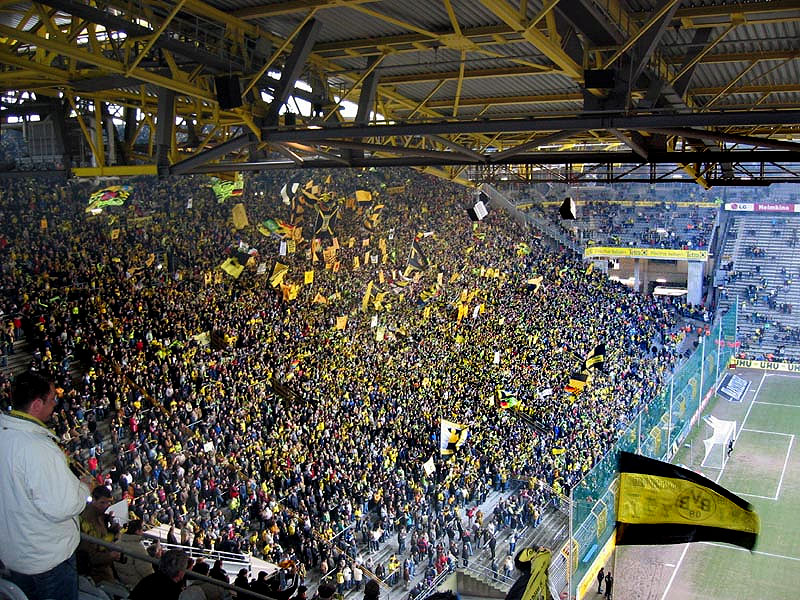
Fußballbegeisterung der Fans von Borussia Dortmund

### Fußball
Der Fußballsport hat im Ruhrgebiet eine wichtige soziale und integrative Funktion. Die beiden größten Vereine sind der Ballspielverein Borussia Dortmund und FC Schalke 04. Das Aufeinandertreffen dieser beiden Vereine gilt als ein Höhepunkt der Saison und wird, wie alle Spiele zwischen Ruhrgebietsvereinen, als „Revierderby“ bezeichnet. Der FC Schalke 04 und der BVB sind zusammen mit dem MSV Duisburg Gründungsmitglieder der Fußball-Bundesliga. Mit dem 1848 gegründeten VfL Bochum kommt einer der ältesten heutigen Profivereine Deutschlands aus dem Ruhrgebiet. Neben diesen Vereinen existiert eine Vielzahl anderer erfolgreicher Klubs in allen Ligen; zudem besitzt das Revier unzählige Amateur- und Hobbyvereine. Viele dieser Vereine haben ihren Ursprung bei Werksmannschaften von Hütten und Zechen.
Einen einheitlichen Fußballverband Ruhrgebiet gibt es nicht. Die Vereine des Ruhrgebiets sind in den entsprechenden Verbänden Fußballverband Niederrhein mit Sitz in Duisburg oder Fußball- und Leichtathletik-Verband Westfalen in Kamen eingegliedert.

### Leichtathletik und Radrennen
Der Ruhrmarathon führte von 2003 bis 2008 jährlich quer durch das mittlere und östliche Ruhrgebiet. Rund um den Baldeneysee in Essen führt seit 1963 der älteste Marathonlauf Deutschlands. Seit 1981 findet in Duisburg der Rhein-Ruhr-Marathon statt, der somit einer der ältesten deutschen Stadtmarathons ist. Das Weltranglisten-Punkte vergebende Radrennen Sparkassen Giro Bochum führt von der Bochumer Innenstadt nach Stiepel, das Sechstagerennen fand bis 2008 in der Westfalenhalle Dortmund statt.

## Verkehr

### Straßenverkehr

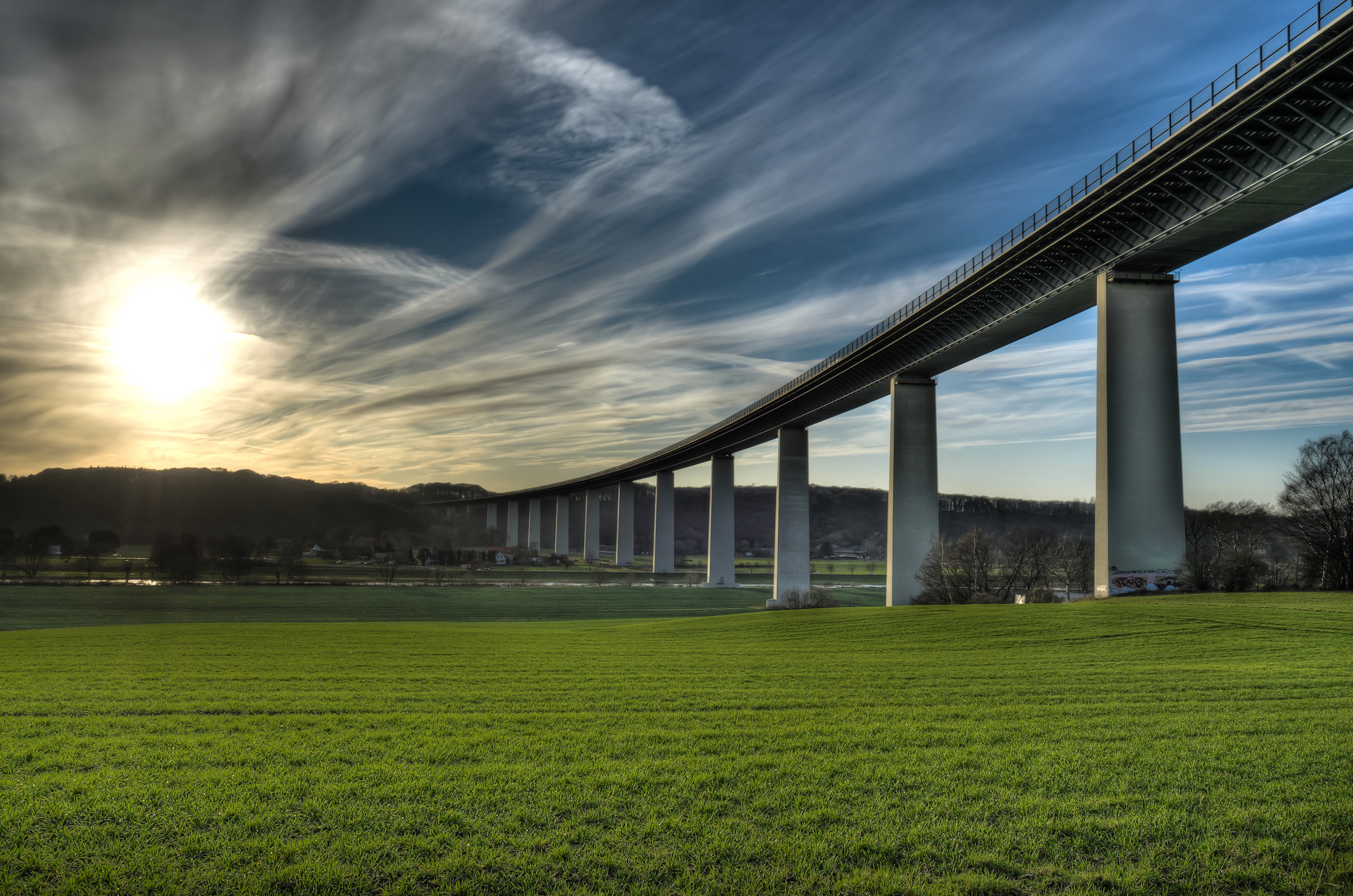
Bundesautobahn 52 über die Ruhrtalbrücke bei Mülheim-Mintard

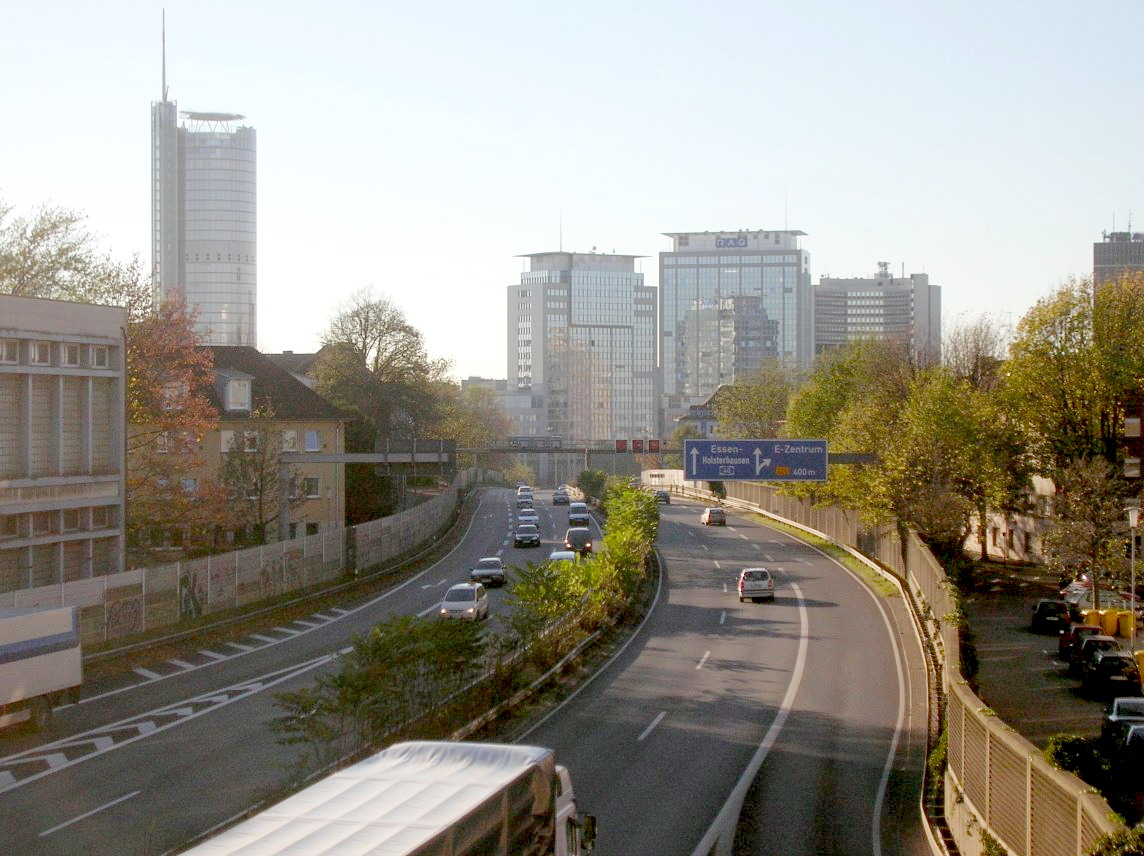
Bundesautobahn 40 in Essen

Etwa 3,1 Millionen zugelassene Kraftfahrzeuge waren im Jahr 2002 im Ruhrgebiet gezählt. Diese können auf 4.700 km überörtlichen Straßen fahren. Weil sich jedoch Stadt-, Regional- und Fernverkehr insbesondere zu den Hauptzeiten des Berufsverkehrs überlagern, kommt es häufig zu Staus. Diese sollen in Zukunft durch fortschrittliche Verkehrsinformationssysteme wie OLSIM, Ruhrpilot und dem RVR-Projekt Informationssystem Verkehr Ruhrgebiet vermieden werden.
Die Hauptachsen des Kraftfahrzeugverkehrs in Ost-West-Richtung bilden die vier Autobahnen A 2, A 42, A 40 und A448. Die A40 wird inklusive ihres weiteren Verlaufs in Dortmund über den Rheinlanddamm und den Westfalendamm (beides Teile der Bundesstraße B 1) aus historischen Gründen regional auch immer noch „Ruhrschnellweg“ nach einem zum Zeitpunkt der Eröffnung der ersten Autobahnen bereits fertiggestellten Straßenbauprojekt genannt.
Daneben verlaufen als Nebenachsen von Nord nach Süd die Autobahnen A 1, A 3, A 43, A 45, A 57 und A 59, sowie die insbesondere für Pendler zur Landeshauptstadt Düsseldorf bedeutsamen A 52, A 535 und die B 227.

### Öffentlicher Personenverkehr

#### Schienenverkehr
Wichtigste Knotenbahnhöfe des Personenfernverkehrs sind die Hauptbahnhöfe in Duisburg, Essen, Dortmund, Hamm, Hagen, Oberhausen, Bochum und Gelsenkirchen.
Wesentlich zur infrastrukturellen Erschließung des Ruhrgebietes mit Anbindung des Rheinlands trägt die S-Bahn Rhein-Ruhr bei. Die Hauptlast der regionalen Verkehrsleistungen tragen allerdings die Regional-Express-Linien. Fast alle RE-Linien führen vom Rheinland quer durch das Ruhrgebiet von Duisburg über Essen, Bochum, Dortmund nach Hamm und teilweise weiter ins östliche Westfalen. Ab 2018 soll mit dem Rhein-Ruhr-Express ein neues System von schnellen Nahverkehrszügen im 15-Minuten-Takt verkehren.
Die Fraktion von Bündnis 90/Die Grünen im Ruhrparlament legte im Februar 2022 ein detailliertes Konzept S-Bahn 2.0 vor. Es umfasst zur Mobilitätswende eine Ausweitung des Fahrplantaktes und die (Wieder-)Inbetriebnahme verschiedener Strecken.

#### Stadtbahn und Nahverkehr

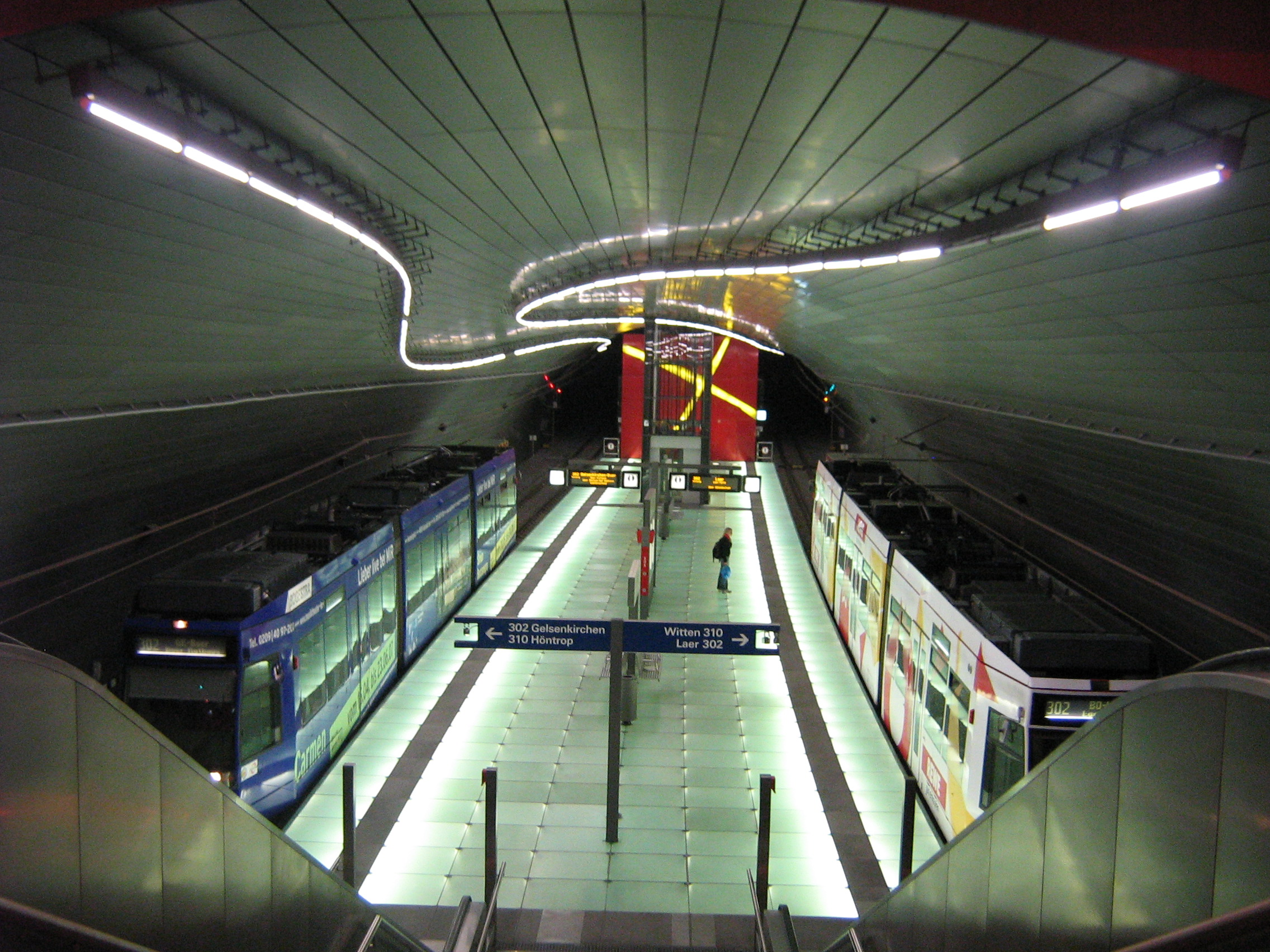
U-Bahnhof Lohring in Bochum

Regional- und S-Bahn-Liniennetz Rhein-Ruhr

Der Öffentliche Personennahverkehr wird weitestgehend vom Verkehrsverbund Rhein-Ruhr (VRR) organisiert. Der ÖPNV im Kreis Unna sowie im Bereich der Stadt Hamm wird in der Verkehrsgemeinschaft Ruhr-Lippe (VRL) durchgeführt. Hier gilt der Westfalentarif.
In den ersten beiden Jahrzehnten des 20. Jahrhunderts wurde ein umfassendes Straßenbahnnetz gebaut, das mit Umsteigen eine Fahrt von Bonn nach Werne ermöglichte. Durch die Massenmotorisierung und im Sinne einer autogerechten Stadtplanung wurden zwischen den 1950er und den 1970er Jahren viele Straßenbahnlinien stillgelegt, dennoch ist es auch heute noch möglich, von Witten-Heven über Bochum, Gelsenkirchen, Essen, Mülheim, Duisburg, Düsseldorf und Krefeld bis nach Tönisvorst-St. Tönis die längste Fahrt in Deutschland mit der Straßenbahn bzw. Stadtbahn zu unternehmen.
In den 1960er Jahren entstand der Plan, die überwiegend meterspurigen Straßenbahnstrecken durch ein normalspuriges städteübergreifendes Netz von Stadtbahnen zu ersetzen. Dieses Vorhaben konnte bislang jedoch nur teilweise verwirklicht werden. Heute besteht die Stadtbahn Rhein-Ruhr aus vier nicht miteinander verbundenen Netzen der
- Stadtbahn Dortmund (mit oberirdischer Verbindung nach Lünen-Brambauer),
- Stadtbahn Bochum (mit unterirdischer Verbindung zur Innenstadt von Herne),
- Stadtbahn Essen (mit oberirdischer Trasse auf dem Mittelstreifen der A 40 nach Mülheim an der Ruhr und einer oberirdischen Linie nach Gelsenkirchen-Horst) und
- Stadtbahn Duisburg (mit oberirdischen Trassen in die Nachbarstädte Düsseldorf und Mülheim an der Ruhr).

Dabei kommt es im U-Bahnhof unterhalb des Mülheimer Hauptbahnhofs zu dem Kuriosum, dass dort mit der Stadtbahn-Linie U 18 aus Essen und der Straßenbahnlinie 901 aus Duisburg zwei normalspurige Verbindungen enden, eine Durchbindung trotzdem derzeit nicht möglich ist, da unter anderem die Signalsysteme nicht kompatibel sind. Trotz erheblicher Investitionen zeigen sich in der täglichen Praxis Defizite.
Neben Zügen, S-Bahnen, Straßen- und Stadtbahnen sind Omnibusse die wichtigsten Verkehrsmittel des ÖPNV im Ruhrgebiet.

#### Luftverkehr

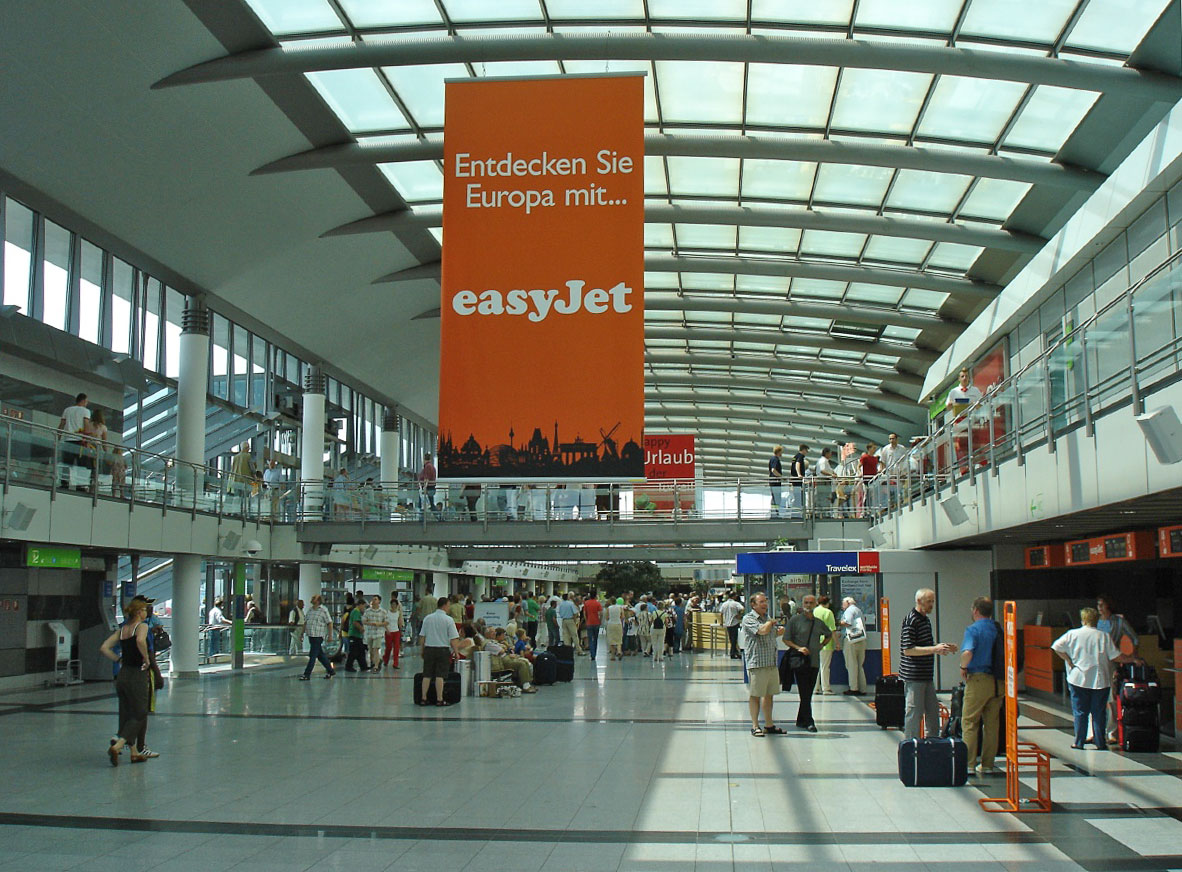
Terminal Flughafen Dortmund

Der einzige bedeutende Verkehrsflughafen im Ruhrgebiet ist der Flughafen Dortmund, auf dem 2023 mehr als 2.900.000 Passagiere abgefertigt wurden. Wichtig für die Region sind auch die Flughäfen Düsseldorf und Köln/Bonn, die über das Schienennetz der Eisenbahn und die Autobahnen aus dem Ruhrgebiet erreichbar sind. Eine Rolle spielt auch der im Jahre 2003 eröffnete Flughafen Niederrhein im nordwestlich des Ruhrgebiets gelegenen Kreis Kleve.
Allgemeine Luftfahrt findet außerdem auf den Verkehrslandeplätzen Essen/Mülheim, Marl-Loemühle und Dinslaken/Schwarze Heide statt. Darüber hinaus existieren im Ruhrgebiet und seiner Peripherie weitere Sonderlandeplätze für Segel- und Motorflugbetrieb. Sie werden von Flugsportvereinen genutzt und teilweise auch betrieben.

### Güterverkehr

#### Schienenverkehr
Im Güterverkehr ist das Ruhrgebiet der größte Eisenbahnkomplex Europas mit mehreren Rangierbahnhöfen (Hagen-Vorhalle, Hamm (Westf) Rbf, Oberhausen-Osterfeld Süd, Schwerte (Ruhr) und Wanne-Eickel Hbf) sowie mit zahlreichen Anschlussbahnen der Industrie.

#### Schiffsverkehr

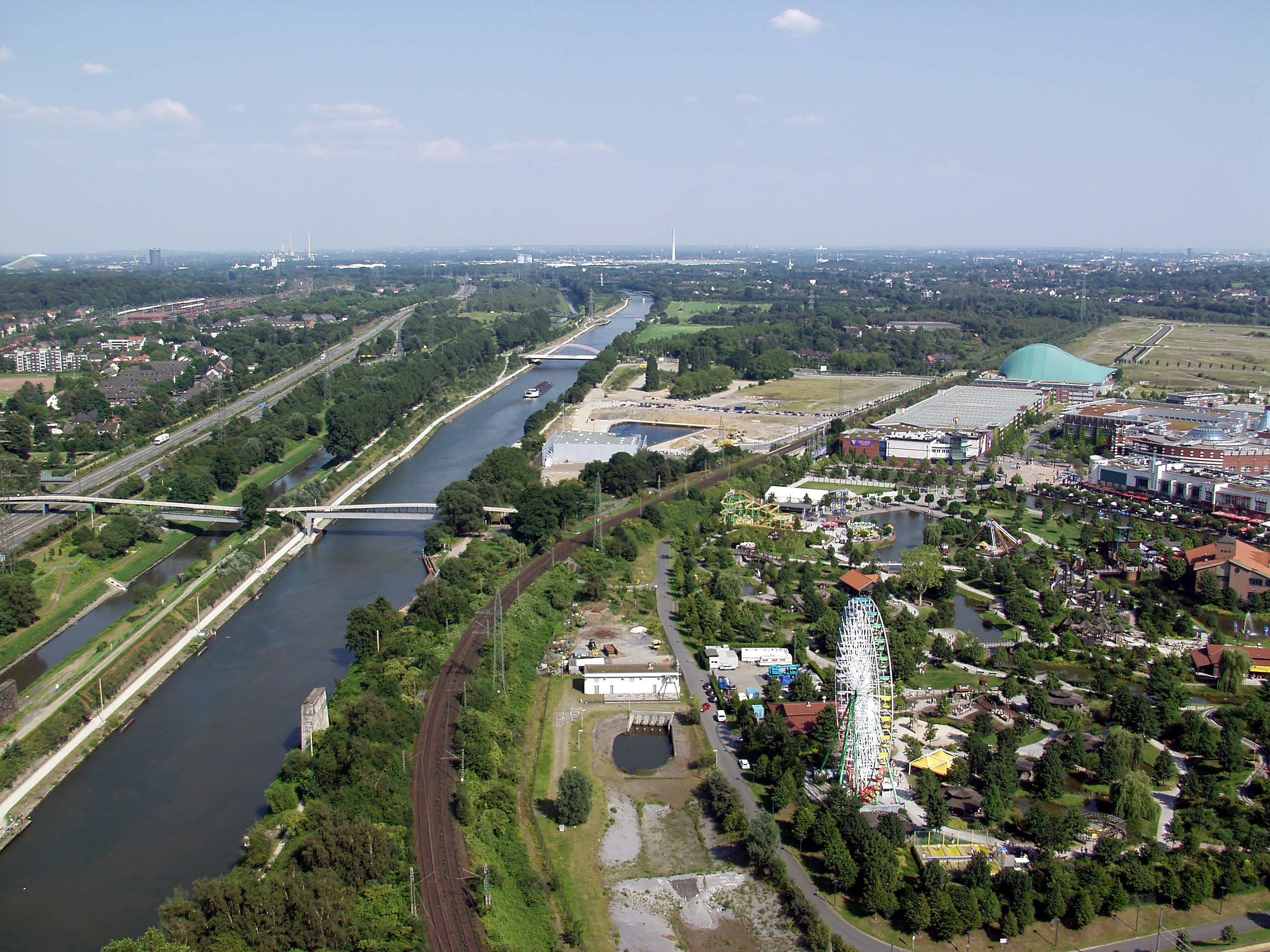
Rhein-Herne-Kanal bei Oberhausen

Das bedeutendste Gewässer in verkehrstechnischer Hinsicht im Ruhrgebiet ist in der heutigen Zeit der Rhein. Bis zur Mitte des 19. Jahrhunderts war die Namensgeberin des Ruhrgebiets, die Ruhr, einer der wichtigsten Transportwege, siehe Hauptlemma: Ruhrschifffahrt.
In Datteln kreuzen sich vier Kanäle, Rhein-Herne-Kanal (RHK), Wesel-Datteln-Kanal (WDK), Datteln-Hamm-Kanal (DHK) und Dortmund-Ems-Kanal (DEK), die damit den größten europäischen Knotenpunkt für die Binnenschifffahrt bilden. Eine Sehenswürdigkeit ist das Schiffshebewerk Henrichenburg in Waltrop. Der Ruhrschifffahrtskanal verbindet außerdem den Rhein (Duisburger Hafen) mit dem Mülheimer Rhein-Ruhr-Hafen. Der Gesamtumschlag an den Kanälen des Ruhrgebiets beträgt etwa 25 Millionen Tonnen.
Sowohl der größte Binnenhafen als auch der größte Kanalhafen Europas befinden sich im Ruhrgebiet. Der Duisburger Hafen „duisport“, der vom Rhein, von der Ruhr und vom Rhein-Herne-Kanal zu erreichen ist, gilt als Verkehrsdrehscheibe der deutschen Binnenschifffahrt. Er hat einen jährlichen Gesamtumschlag von etwa 96 Millionen Tonnen. Im Gegensatz dazu hat der Dortmunder Hafen trotz seiner Größe in den vergangenen Jahrzehnten mit dem Rückgang der Stahlerzeugung erheblich an Bedeutung verloren.

## Persönlichkeiten
Der größte Ballungsraum Deutschlands ist als Lebens- und Wirkstätte vieler Persönlichkeiten in seiner heutigen Form entscheidend durch sie mitgeprägt und entwickelt worden. Aus historischer Perspektive treten in den jeweiligen Phasen der Formung des Ruhrgebiets verschiedene Personen in den Vordergrund (siehe Geschichte des Ruhrgebiets).

## TV-Dokumentationen
- Wie die Kohle aus dem Ruhrgebiet verschwand (Memento vom 26. April 2010 im Internet Archive); in der Reihe „Doku am Freitag“; von Claus Bredenbrock, Redaktion: Beate Schlanstein; WDR; Erstausstrahlung: 23. April 2010.
- Wie der Himmel über der Ruhr wieder blau wurde (Memento vom 11. Juli 2010 im Internet Archive); in der Reihe „Doku am Freitag“; von Erika Fehse, Redaktion: Gudrun Wolter; WDR; Erstausstrahlung: 5. März 2010.
- Urbane Landwirtschaft im Emscher Landschaftspark-Zukunftsthema nachhaltiger Stadtentwicklung Ausstrahlung 2013